# Corlay
Pour les articles homonymes, voir Corlay (homonymie).
Corlay (/kɔʁ.lɛ/) (Korle en breton) est une commune française située dans le département des Côtes-d'Armor, en région Bretagne, et historiquement en ancien pays de Cornouaille.

## Géographie

### Localisation
Située en Argoat, Corlay se trouve à proximité de Saint-Mayeux, du Haut-Corlay, de Plussulien, au centre de la Bretagne. Le bourg de Corlay est situé à vol d'oiseau à 27 km au nord-ouest de Loudéac, à 28 km au nord de Pontivy, à 28 km au sud de Guingamp, à 31 km au sud-ouest de Saint-Brieuc et à 104 km à l'ouest de Rennes. Par ses traditions, la commune appartient à la Basse-Bretagne et plus localement au territoire breton du pays Fañch. La limite entre la Bretagne bretonnante et la Bretagne gallo passait juste à l'est de Corlay.

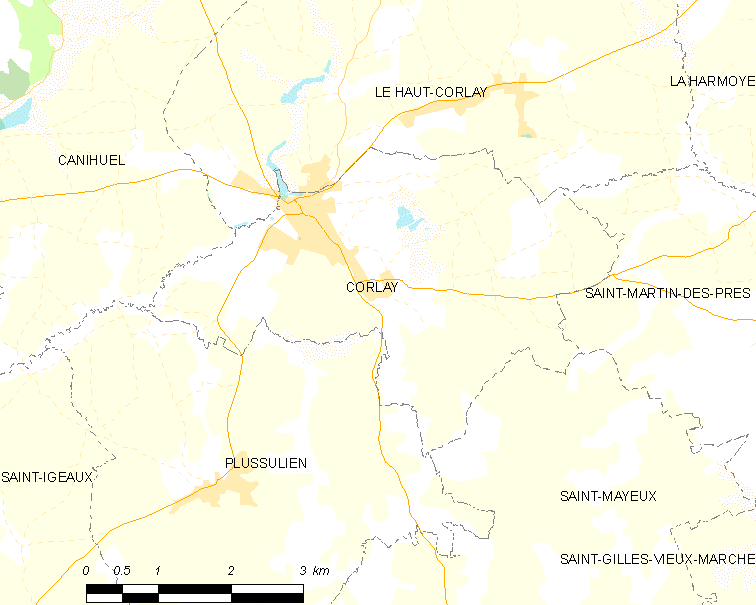
Carte de la commune de Corlay et des communes avoisinantes.

| Canihuel   | Le Haut-Corlay |                       |
|            | Corlay         | Saint-Martin-des-Prés |
| Plussulien |                | Saint-Mayeux          |

### Géologie et relief
| - Carte topographique de la commune de Corlay. |

La rivière de Corlay, un affluent du Sulon et un sous-affluent du Blavet, arrose le bourg de Corlay et marque la limite nord de la commune (limite avec la commune du Haut-Corlay).
L'altitude de la commune varie de 157 m à 257 m. Le bourg se trouve à une altitude voisine de 220 m. De Duault à Corlay en passant par Saint-Nicolas-du-Pélem, sur plus de 30 km, un massif granitique correspondant à la partie ouest du batholite de Quintin, domine, atteignant 290 mètres, les collines schisteuses de la partie orientale du bassin de Châteaulin situées à son sud.

### Hydrographie
Pour un article plus général, voir Réseau hydrographique des Côtes-d'Armor.
La commune est située dans le bassin Loire-Bretagne. Elle est drainée par le Corlay, le ruisseau du Cosquer et un autre petit cours d'eau,.
Le Corlay, d'une longueur de 17 km, prend sa source dans la commune du Haut-Corlay et se jette  dans le Sulon à Saint-Nicolas-du-Pélem, après avoir traversé six communes.

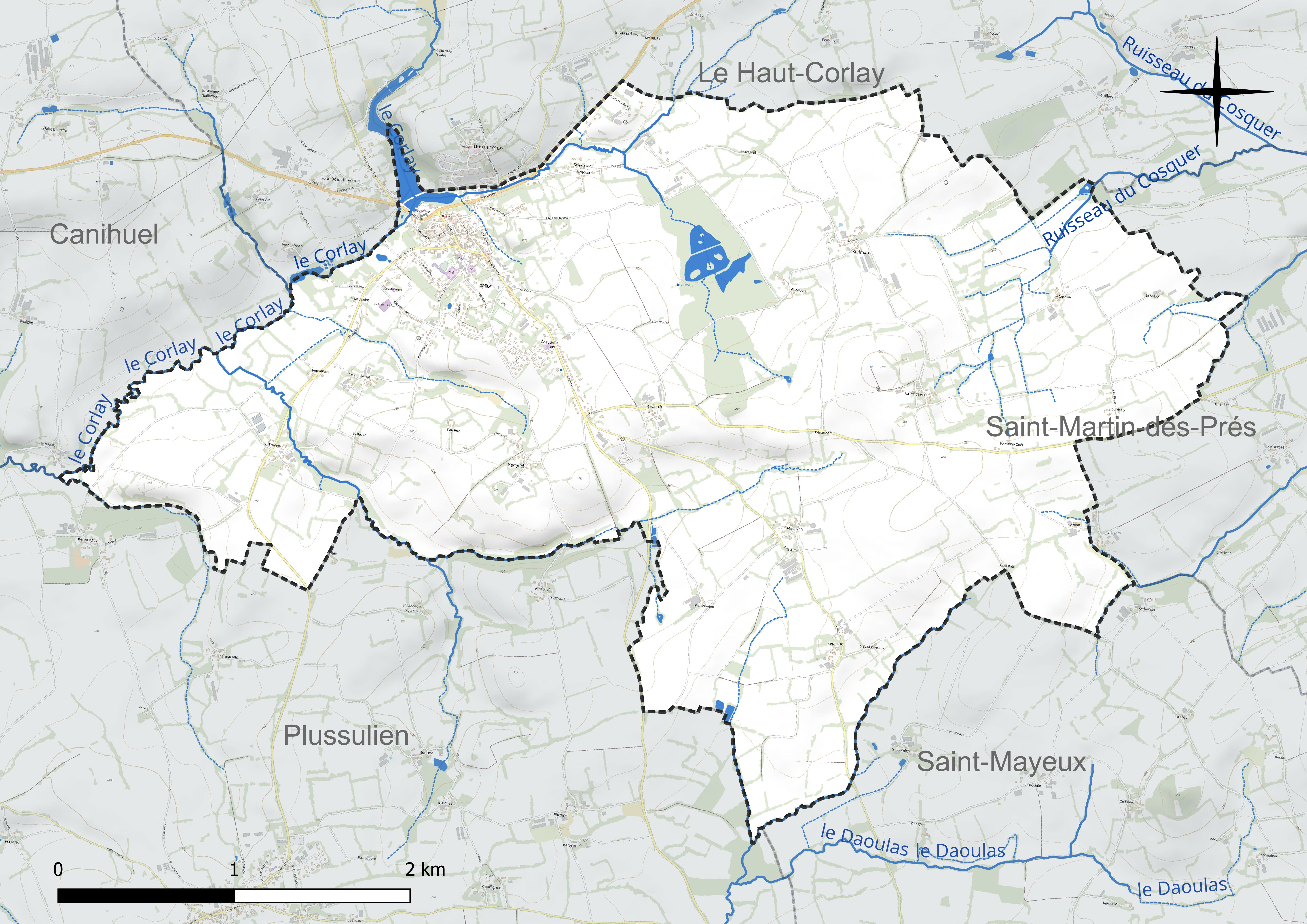
Réseau hydrographique de Corlay.

### Climat
Pour des articles plus généraux, voir Climat de la Bretagne et Climat des Côtes-d'Armor.
En 2010, le climat de la commune est de type climat océanique franc, selon une étude du Centre national de la recherche scientifique s'appuyant sur une série de données couvrant la période 1971-2000. En 2020, Météo-France publie une typologie des climats de la France métropolitaine dans laquelle la commune est exposée à un climat océanique et est dans la région climatique  Finistère nord, caractérisée par une pluviométrie élevée, des températures douces en hiver (6 °C), fraîches en été et des vents forts. Parallèlement l'observatoire de l'environnement en Bretagne publie en 2020 un zonage climatique de la région Bretagne, s'appuyant sur des données de Météo-France de 2009. La commune est, selon ce zonage, dans la zone « Intérieur », exposée à un climat médian, à dominante océanique.
Pour la période 1971-2000, la température annuelle moyenne est de 11,2 °C, avec une amplitude thermique annuelle de 11,6 °C. Le cumul annuel moyen de précipitations est de 997 mm, avec 14,9 jours de précipitations en janvier et 7,5 jours en juillet. Pour la période 1991-2020, la température moyenne annuelle observée sur la station météorologique la plus proche, située sur la commune de Kerpert à 9 km à vol d'oiseau, est de 10,8 °C et le cumul annuel moyen de précipitations est de 1 088,9 mm,. Pour l'avenir, les paramètres climatiques de la commune estimés pour 2050 selon différents scénarios d'émission de gaz à effet de serre sont consultables sur un site dédié publié par Météo-France en novembre 2022.

## Urbanisme

### Typologie
Au 1er janvier 2024, Corlay est catégorisée commune rurale à habitat dispersé, selon la nouvelle grille communale de densité à 7 niveaux définie par l'Insee en 2022.
Elle est située hors unité urbaine et hors attraction des villes,.

### Occupation des sols
L'occupation des sols de la commune, telle qu'elle ressort de la base de données européenne d’occupation biophysique des sols Corine Land Cover (CLC), est marquée par l'importance des territoires agricoles (93,4 % en 2018), en diminution par rapport à 1990 (94,9 %). La répartition détaillée en 2018 est la suivante : 
terres arables (57,8 %), prairies (19,8 %), zones agricoles hétérogènes (15,8 %), zones urbanisées (6,6 %). L'évolution de l’occupation des sols de la commune et de ses infrastructures peut être observée sur les différentes représentations cartographiques du territoire : la carte de Cassini (XVIIIe siècle), la carte d'état-major (1820-1866) et les cartes ou photos aériennes de l'IGN pour la période actuelle (1950 à aujourd'hui).

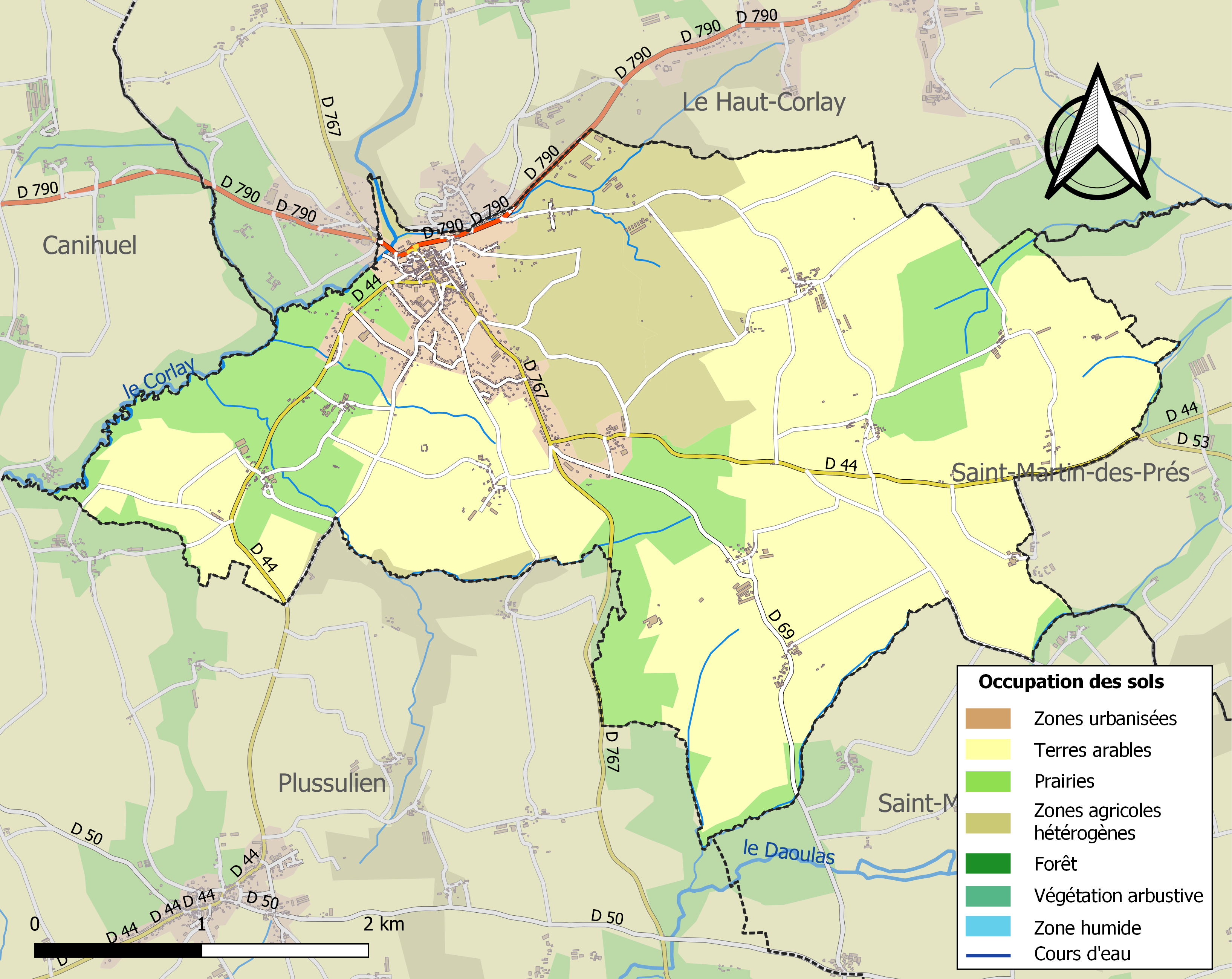
Carte des infrastructures et de l'occupation des sols de la commune en 2018 (CLC).

## Économie
Corlay est une petite ville très ancrée dans son espace rural ce qui influe sur l'économie de la commune. Néanmoins celle-ci compte quelques industries dont Vérandaline, un fabricant de vérandas. Le commerce, pour sa part y connait un profond déclin depuis les années 70 (plus de 60  magasins ont disparu). Aucun supermarché n'est implanté à Corlay même si Carrefour y possède une supérette équipée d'une station service.

## Toponymie
Attesté sous les formes Mons de Corle en 1184 et en 1221, Corle en 1235 et en 1246, Par. de castro de Corle en 1276, Corle en 1309 et en 1318, Castrum Corle vers 1330 et en 1368, Castrum Corlay en 1516 et en 1574, Corlay en 1535-1536. On trouve les formes Castro Corlé (en 1603), Corllé, Corrllay et Corlay (dès 1620).
L'explication de  Jacques Cambry, selon laquelle Corlay vient de « korr lez », « la cour des nains », ne peut être retenue.
Corlay pourrait plus vraisemblablement dériver du latin coryletum qui signifie coudraie, un lieu planté de coudriers.

## Histoire

### Moyen Âge
Corlay a été une paroisse de l'Armorique primitive, qui englobait alors aussi les paroisses du Haut-Corlay et de Saint-Bihy, Le Bodéo, La Harmoye et Saint-Martin-des-Prés.
Le château de Corlay, aurait été construit vers 1195 par Henri, chevalier, seigneur de Corlay. Il est mentionné pour la première fois en 1296. Détruit lors des guerres qui ensanglantèrent la Bretagne, notamment la guerre de Cent Ans, il fut reconstruit à neuf en 1485 par le vicomte Jean II de Rohan, avec la permission du duc François II d'y rétablir le guet, donnée par lettre donnée à Nantes le 16 décembre 1486.

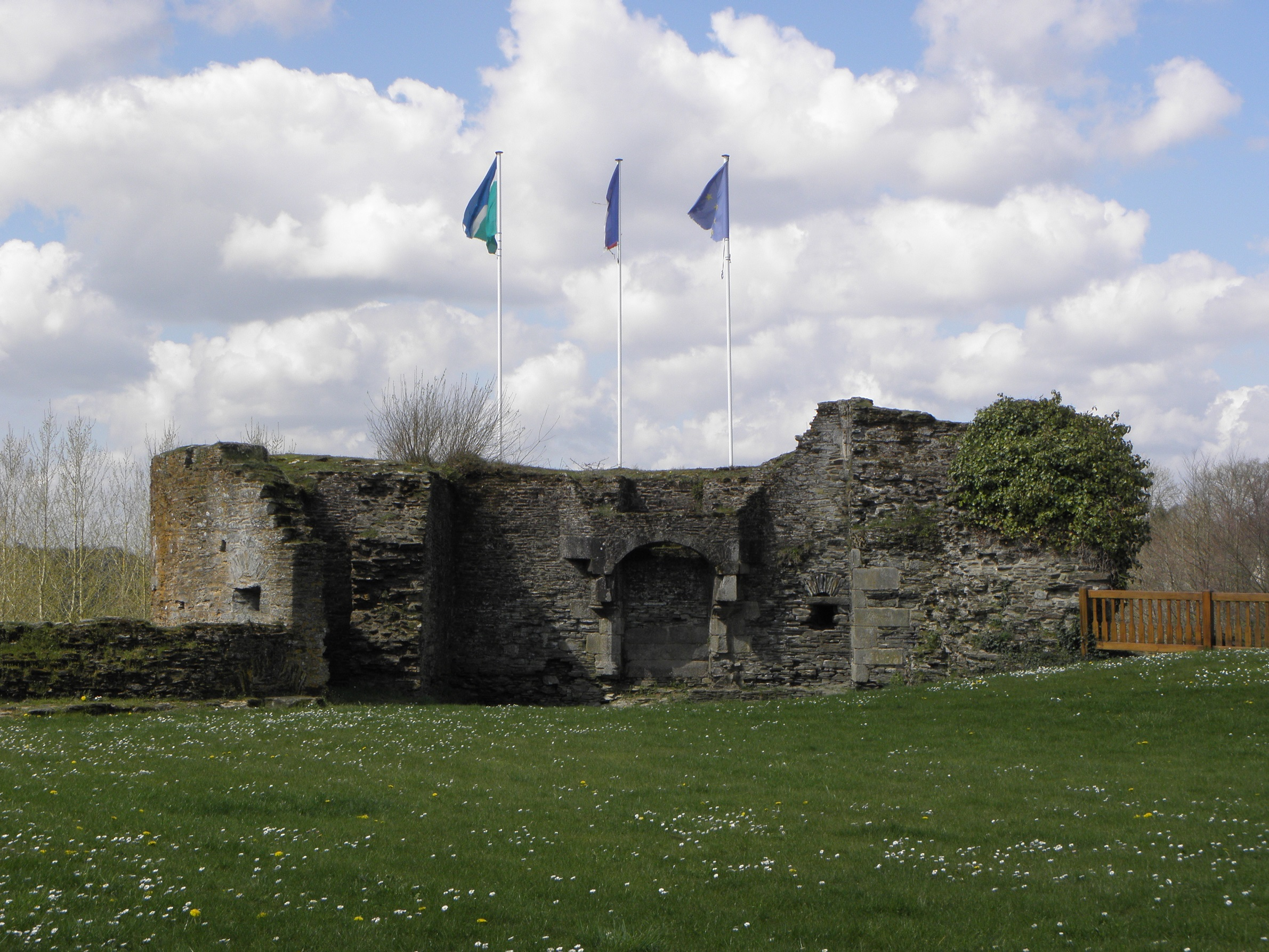
Le château de Corlay : vue extérieure d'ensemble.
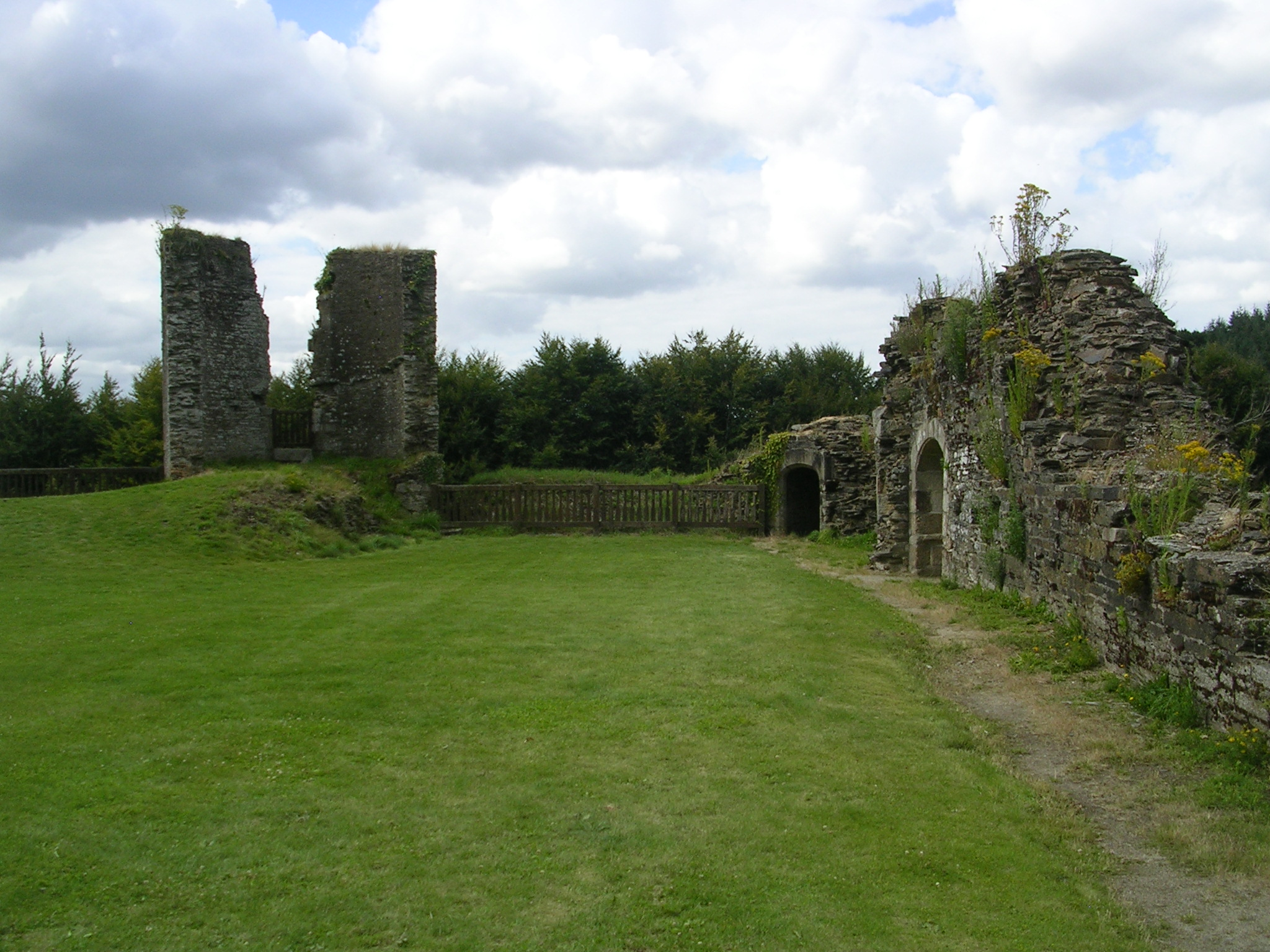
Les vestiges du château de Corlay : vue générale de l'intérieur.
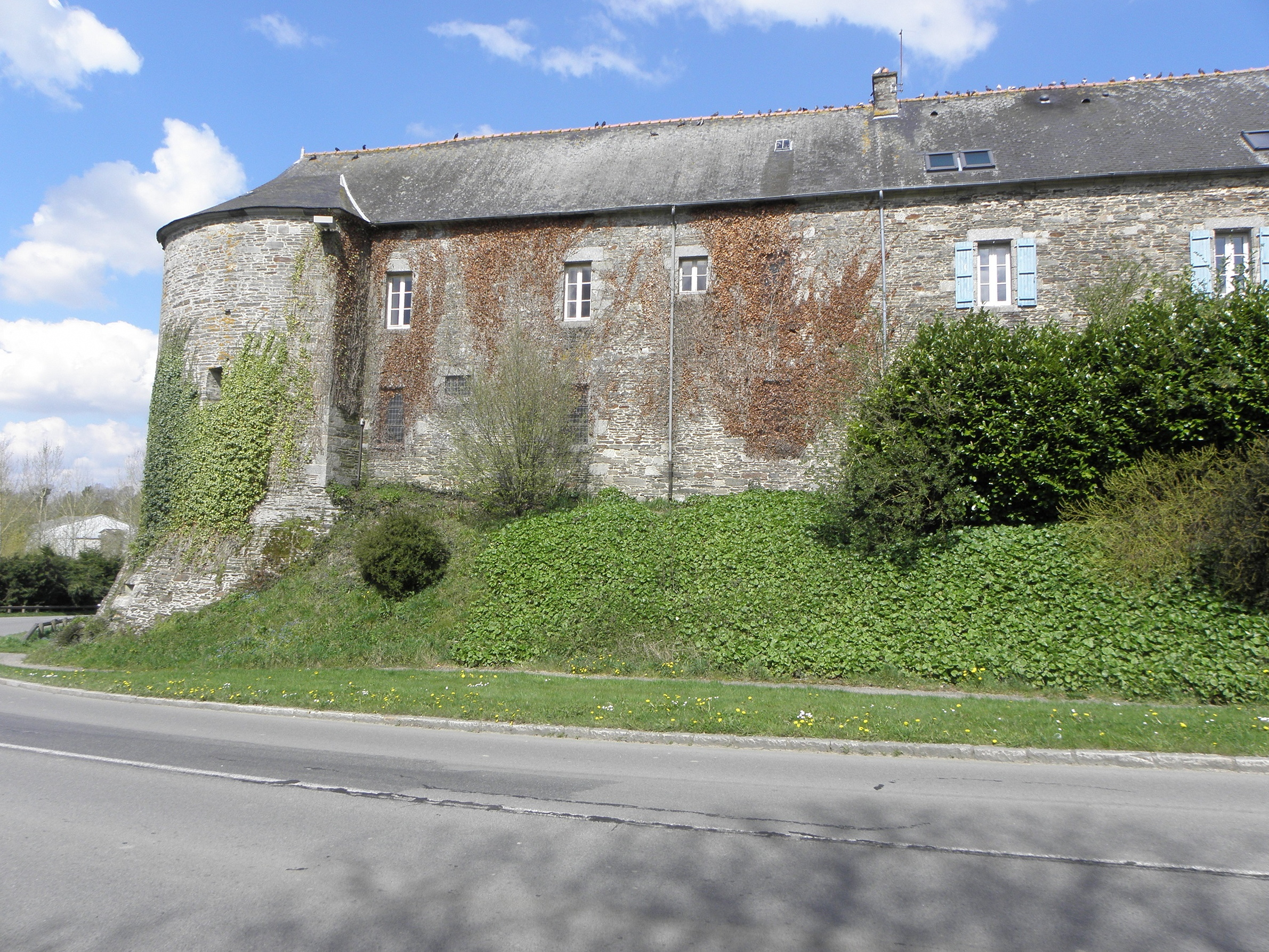
Le château de Corlay : vue partielle.
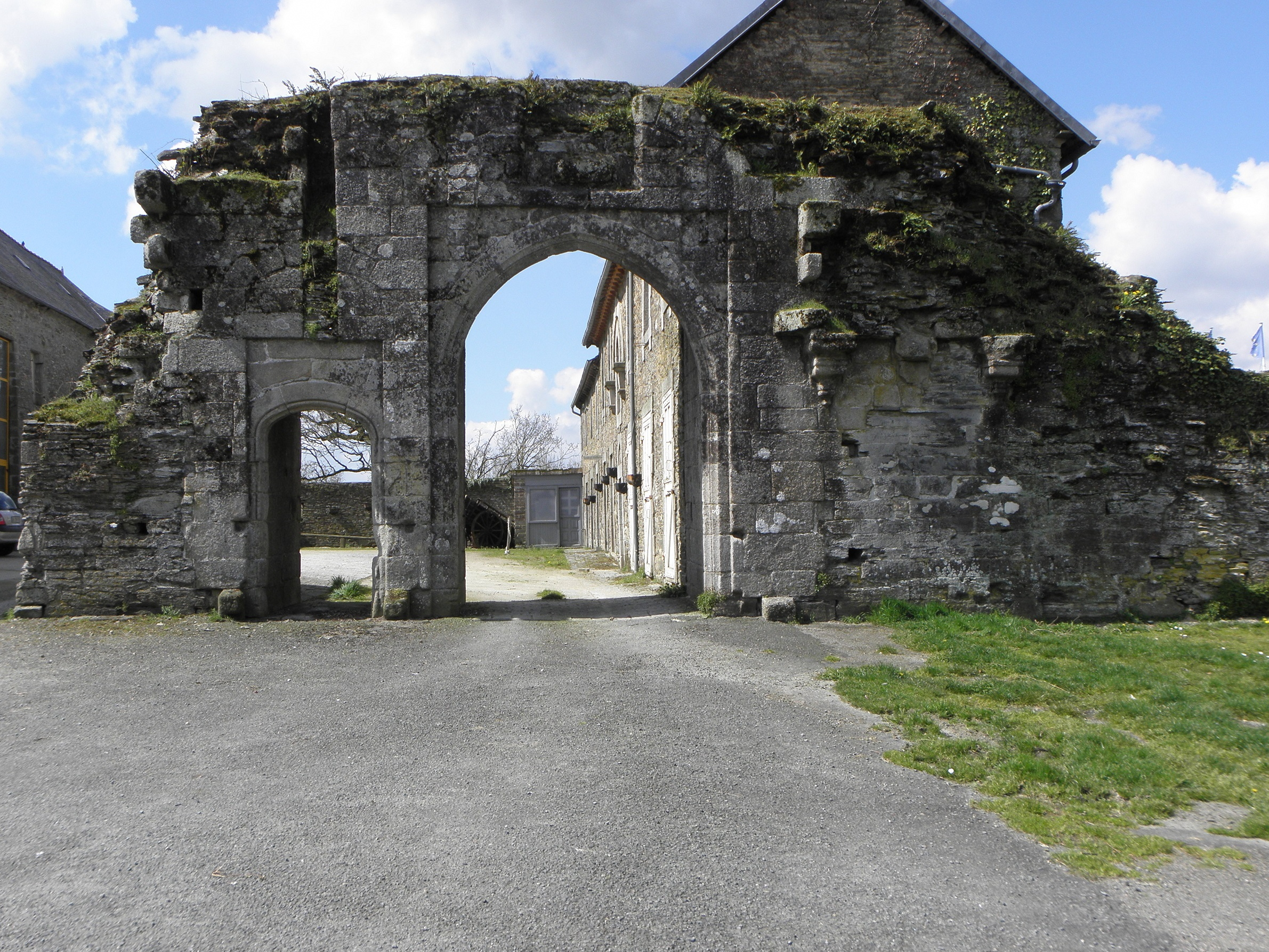
L'entrée du château de Corlay.

Selon un aveu de 1471, la châtellenie de Corlay, un des trois membres de la vicomté de Rohan, comprenait 12 trèves : « Corlé [Corlay] (résidence seigneuriale), Saint-Martin-des-Prés, Merléac, le Quilio, Saint-Mayeuc, Saint-Gilles-Vieux-Marché, Caurel, Laniscat, Saint-Guelven, Rosquelfen, Saint-Igeau, Plussulien ».

### Temps modernes

#### Les troubles des Guerres de la Ligue
La ville de Corlay était aussi fortifiée, comme l'illustre le siège de la ville et du château de Corlay, qui dépendaient alors de la principauté de Guémené, par le duc de Mercœur en 1592 lors des Guerres de la Ligue ; ces deux places furent prises et occupées par des troupes espagnoles alliées aux Ligueurs, mais le 8 mars 1593 des troupes françaises dirigées par Sourdéac, Yves du Liscouët et de Kergourmarc'h battirent les troupes espagnoles. Mais en 1594 Guy Eder de la Fontenelle s'empara de la ville et du château de Corlay, s'y retrancha et fit de grands ravages dans les environs jusqu'à ce que le maréchal d'Aumont marche sur la ville en janvier 1595 dans le but de l'assiéger, mais La Fontenelle en déguerpit avant. En 1599 Henri IV ordonna de démolir le château qui était déjà en bonne partie ruiné en raison des conflits survenus.

#### L'essor des activités textiles
Aux XVIIe et XVIIIe siècles, la production textile de toiles dites « de Bretagne » se développa dans le quadrilatère Saint-Brieuc - Corlay - Pontivy - Moncontour ; ces toiles renommées étaient exportées en Espagne et dans les colonies espagnoles (elles étaient appelées bretanas, quintines ou pondivi) via Cadix principalement, où des marchands français, notamment Malouins (par exemple les familles Magon, de la Haye, Éon) étaient installés.

#### Corlay décrit en 1778

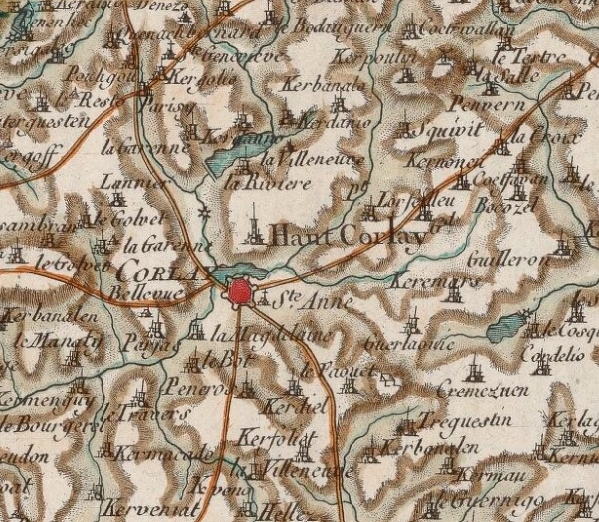
Carte de Cassini de la région de Corlay (1787).

Jean-Baptiste Ogée décrit ainsi Corlay en 1778 :

« Corlai ; petite ville sur la route de Pontivy à Guingamp ; à 18 lieues ¼ de Quimper, son évêché et à 22 lieues de Rennes. Il s'y exerce trois hautes justices : celle du lieu appartient à M. le prince de Rohan-Guéméné, qui est seigneur de l'endroit. On y trouve une subdélégation et un marché tous les jeudis. On y compte 1 500 communiants ; la cure est à l'alternative. Le territoire, plein de collines et de vallons, renferme beaucoup de prairies, de terres en labeur et des landes. On trouve, à la sortie de Corlai, du côté de Guingamp, un grand étang auprès lequel était le château de cette ville (...). On voit à peu de distance de Corlay une justice patibulaire, située sur une montagne fort haute, qui forme un cône. Les maisons nobles de ce territoire sont : Kersaudi, moyenne et basse justice, à M. de la Rivière ; la seigneurie du Vaux, celles de Kergourlay et de Vaugaillard. »

Corlay ressortissait à Ploërmel.

### Révolution française
Devenue chef-lieu de canton, la ville de Corlay est occupée par 500 chouans en 1795. Corlay devint aussi le siège d'un doyenné.

### LeXIXesiècle

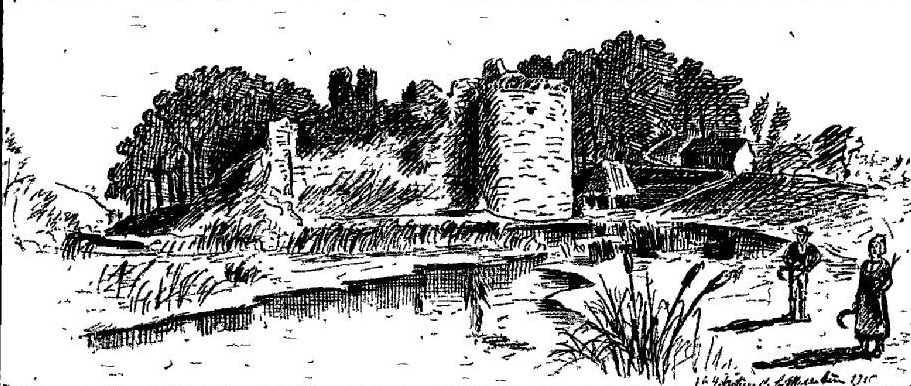
Les ruines du château de Corlay en 1896.

Un premier hippodrome est aménagé à Corlay vers 1830 dans les landes de Kerguillio. La piste décrit « une lande en partie défrichée, une piste étroite circulant en capricieux méandres et franchissant des vallons, des coteaux, des ravins, des terres en pleine culture, les talus, les haies et les barrières des champs comme obstacles ».
En 1835 Corlay procède à un échange de territoire avec Saint-Mayeux, cédant à cette commune l'enclave de Kerfaven et annexant en contre-partie le village de Kernion.
A. Marteville et P. Varin, continuateurs d'Ogée, décrivent ainsi Corlay en 1843 :

« Corlay (sous l'invocation de saint Sauveur), ville ; commune formée de l'ancienne paroisse de ce nom ; aujourd'hui cure de 2e classe ; chef-lieu de perception ; bureau d'enregistrement ; brigade de gendarmerie à cheval. (...) Principaux villages : Kerinard, Guerlouic, le Cozquer, le Cordellio, Cresmesven, le Faouet, Kerguiel, Pen-Roz, le Bot, la Magdeleine, le Travers, Tréguestin, Kerniou, Kermau, Kerbonnelen. Superficie totale : 1 379 hectares 68 ares, dont (...) terres labourables 918 ha, prés et pâturages 197 ha, vergers et jardins 11 ha, landes et incultes 191 ha, étangs 5 ha (...). Moulin : 1. L'église est de 1575. Il y a en outre, près des halles, une chapelle sous l'invocation de sainte Anne. On voit encore les ruines du vieux château. Il y a foire [l'auteur cite les dates des 12 foires annuelles]. Il y a en outre marché tous les jeudis. On fait dans cette commune des élèves de bestiaux, et l'on exporte beaucoup de bœufs ; on fait aussi des élèves de chevaux qui ont quelque renommée. Géologie : schiste argileux ; il est exploité comme pierre à bâtir. (...) On parle le breton. »

La coiffe de Corlay était une coiffe caractéristique du Pays Fañch.
Corlay est aussi le nom d'un étalon célèbre qui, à la fin du XIXe siècle, « porta à l'apogée l'élevage du pays dont il portait le nom ». Le comte Henry de Robien évoque dans un livre paru en 1908 un étalon dénommé "Corlay" placé dans un box de l'administration des haras dans l'enceinte du château de Corlay, qui était très renommé et prolifique, attirant les propriétaires de juments qui affluaient à Corlay pour les saillies ; cet étalon célèbre est mort dans les dernières années du XIXe siècle.

### LeXXesiècle

#### L'élevage des bidets bretons

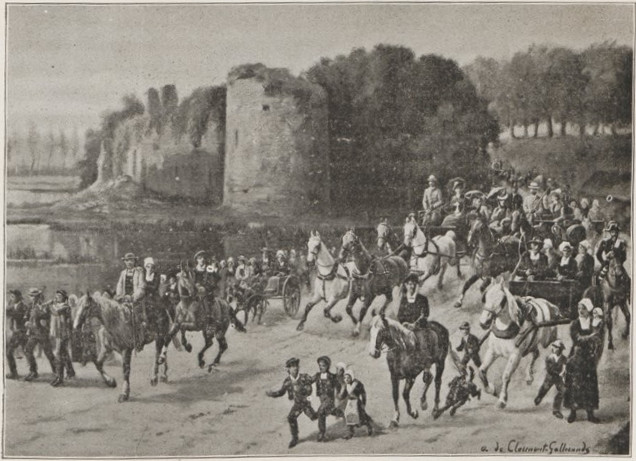
Adhémar Louis Gaspard de Clermont-Gallerande (1837-1895) : Départ pour les courses de Corlay (1889).

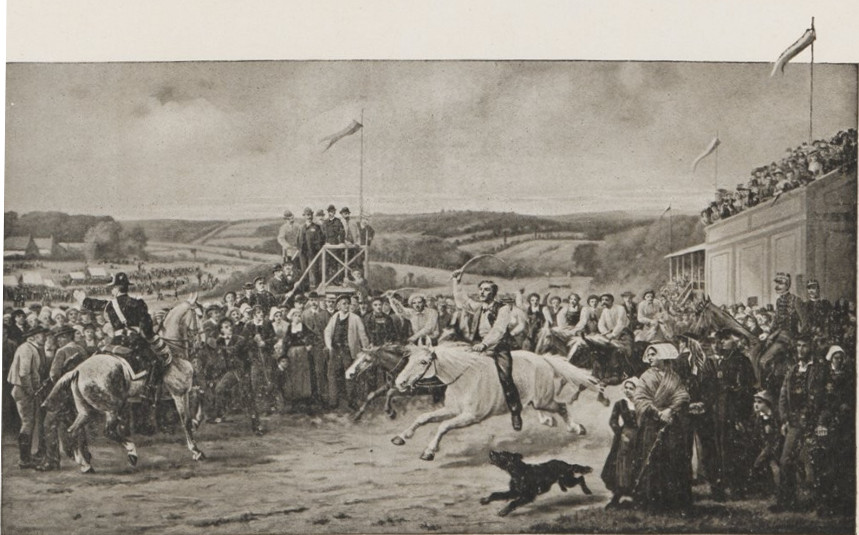
Adhémar Louis Gaspard de Clermont-Gallerande : Courses de Corlay (1889).

Au XIXe siècle et dans la première moitié du XXe siècle, l'élevage des bidets bretons a fait la renommée de la région de Corlay. En 1905 Gustave Geffroy écrit : « La gloire de Corlay, c'est, plus que partout ailleurs, l'élevage des chevaux, dits doubles bidets de montagnes, qui sont le produit d'une race ramenée dans la pays à l'époque des Croisades. Des courses sont bien sûr organisées plusieurs fois par an. Les douze foires annuelles ont pour objet la vente de ces chevaux, richesse de la région toute en prairies, la culture y étant presque totalement négligée. Les routes sont sillonnées de cavaliers qui dressent des montures et s'exercent à l'équitation. Pays de centaures.

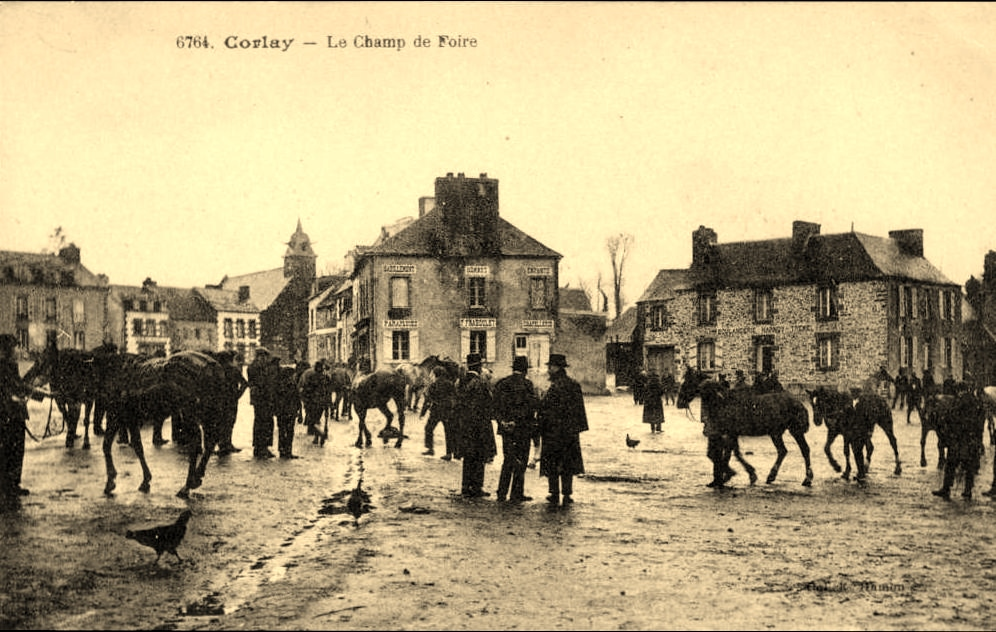
Corlay : marché aux chevaux au début du XXe siècle.
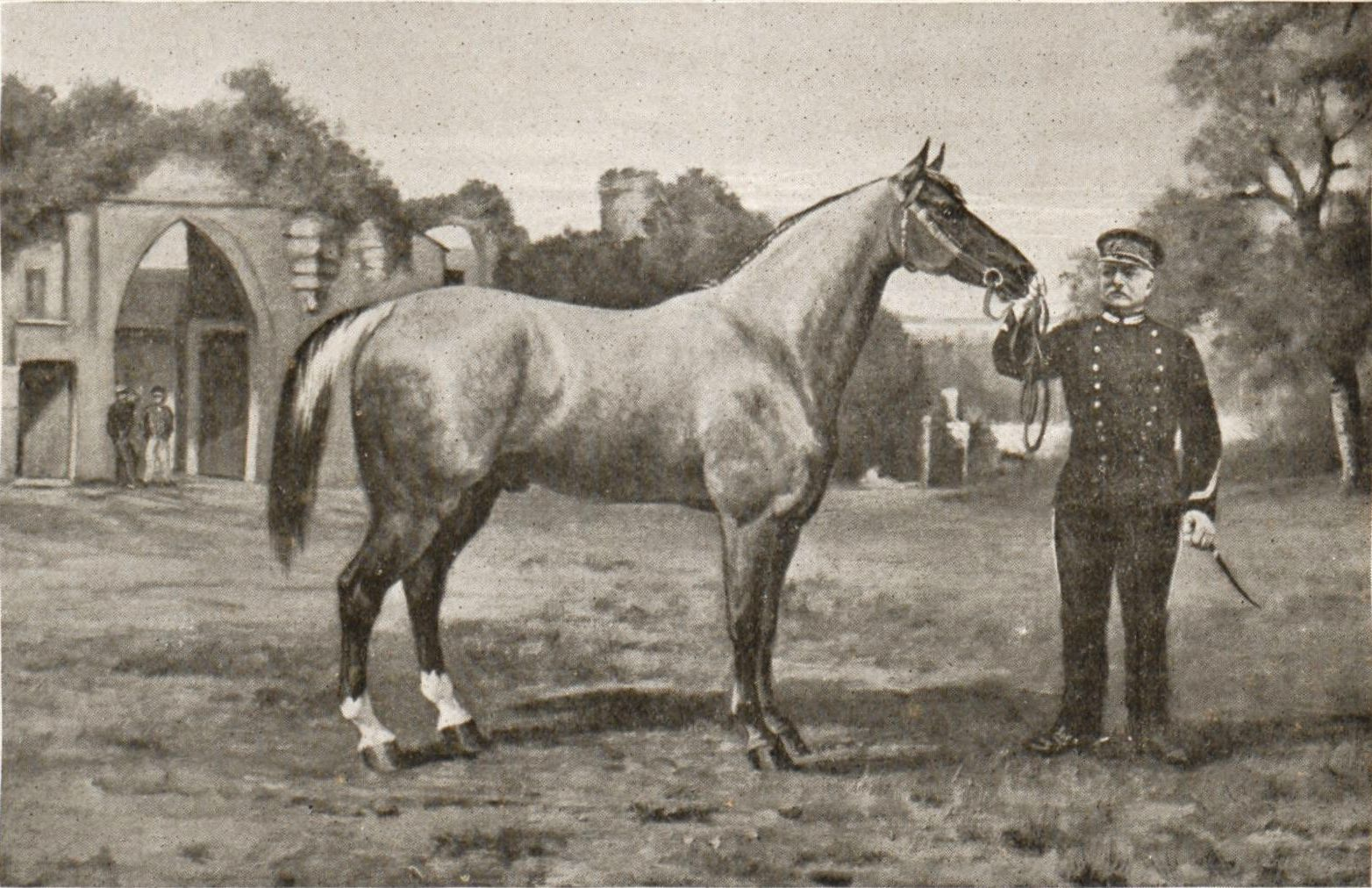
Reproduction d'un tableau d'Adhémar Louis Gaspard de Clermont-Gallerande (1837-1895) représentant l'étalon Corlay.

#### La persistance des traditions
Gustave Geffroy écrit aussi que les hommes, y compris les jeunes gens, portent « presque tous le costume local : large chapeau, veste Louis XVI s'ouvrant sur un gilet à double rangée de boutons, culotte de cheval et houseaux bridés sur des chaussures armées d'éperons. Les femmes (...) sont des fileuses, leur réputation est grande, leur fil fin et régulier peut servir aux dentelles ».
Le même auteur écrit aussi que « sur la place de l'église, chaque dimanche avant la messe, s'installe un petit marché de beurre, d'œufs, de lait, de poteries. Ce sont les marchands du temple, dont l'installation remonte à une époque reculée ».

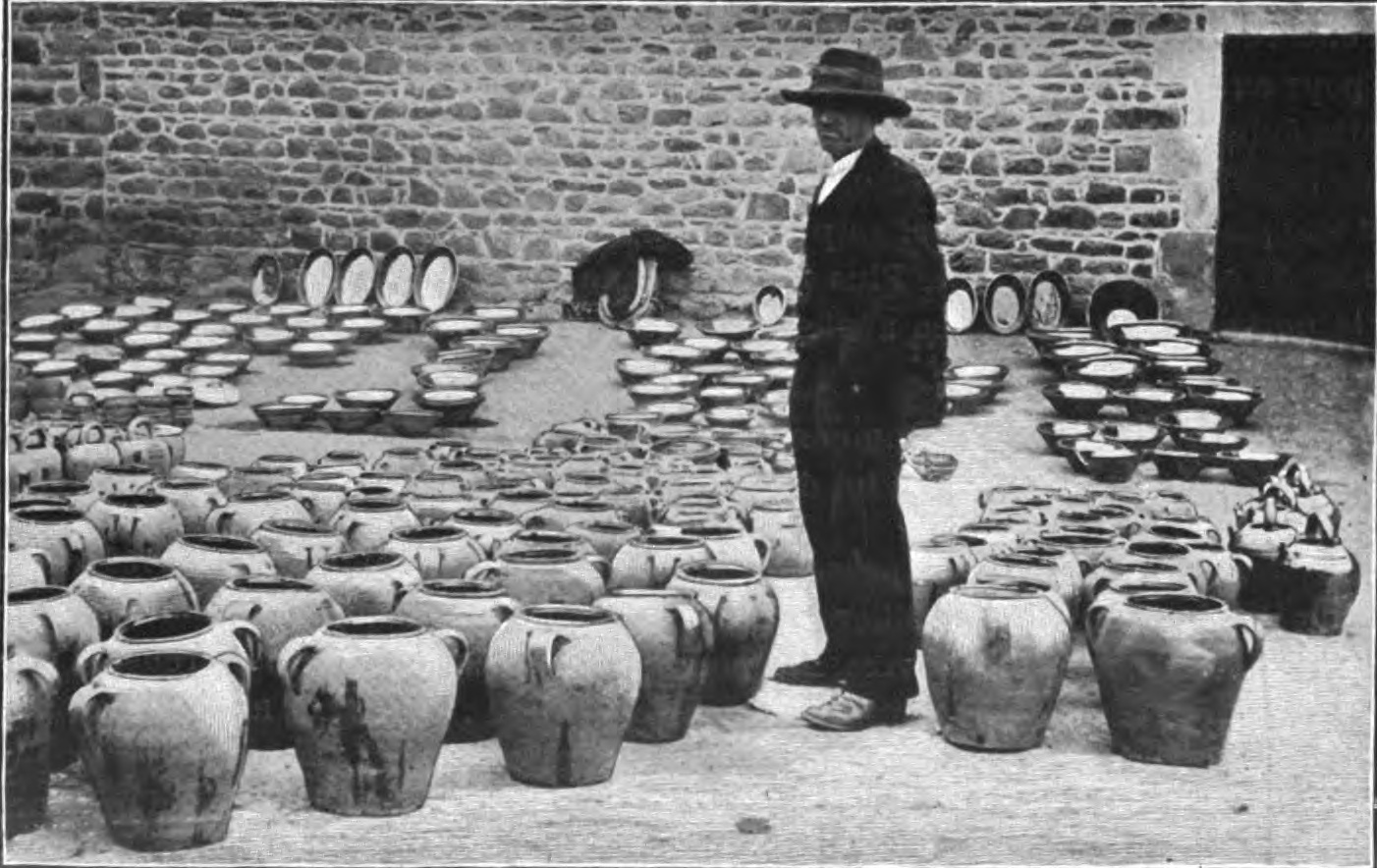
Marchand de poteries, un jour de marché à Corlay (vers 1903).
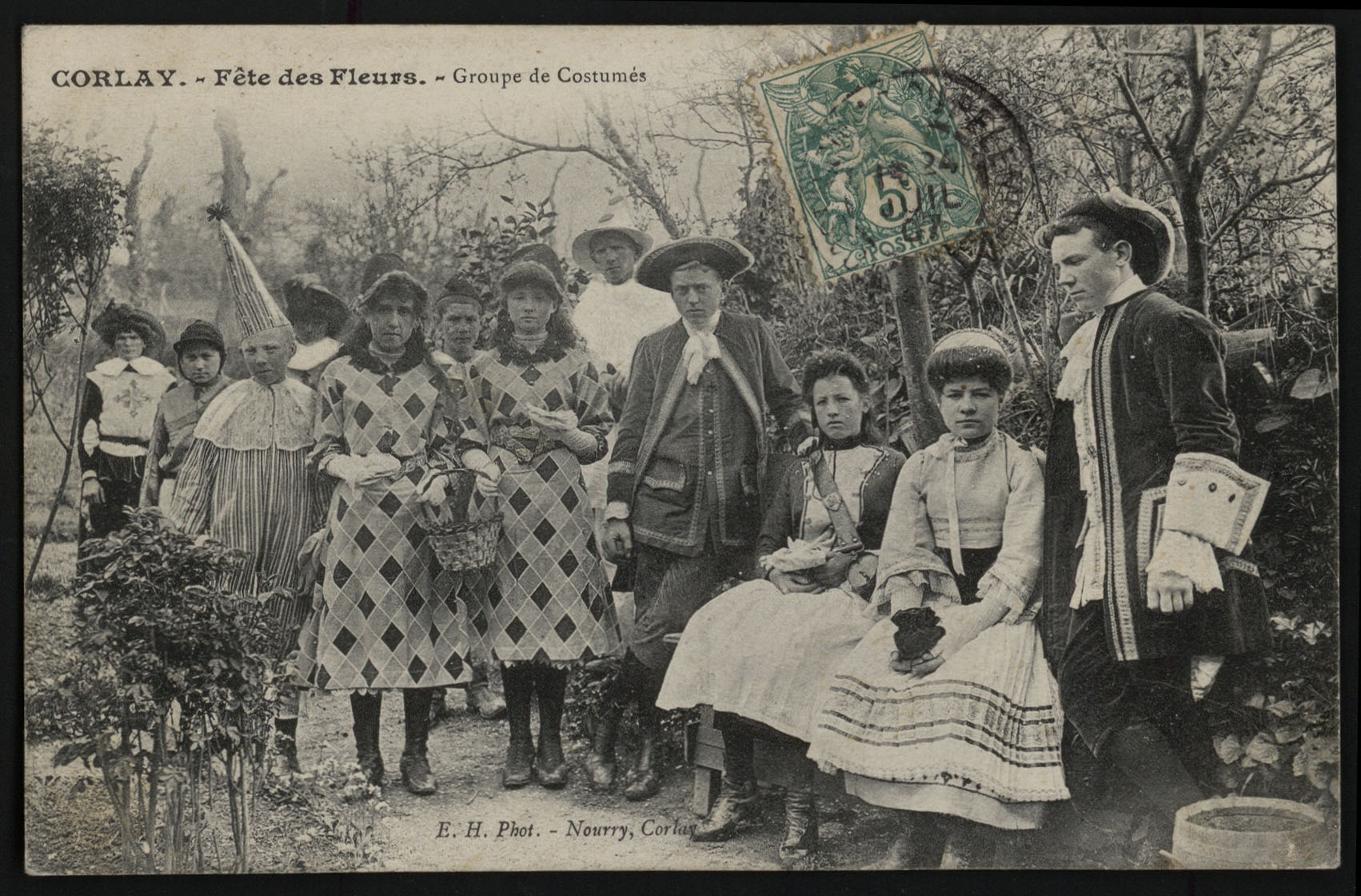
Corlay : Fête des fleurs vers 1905 (carte postale Émile Hamonic).
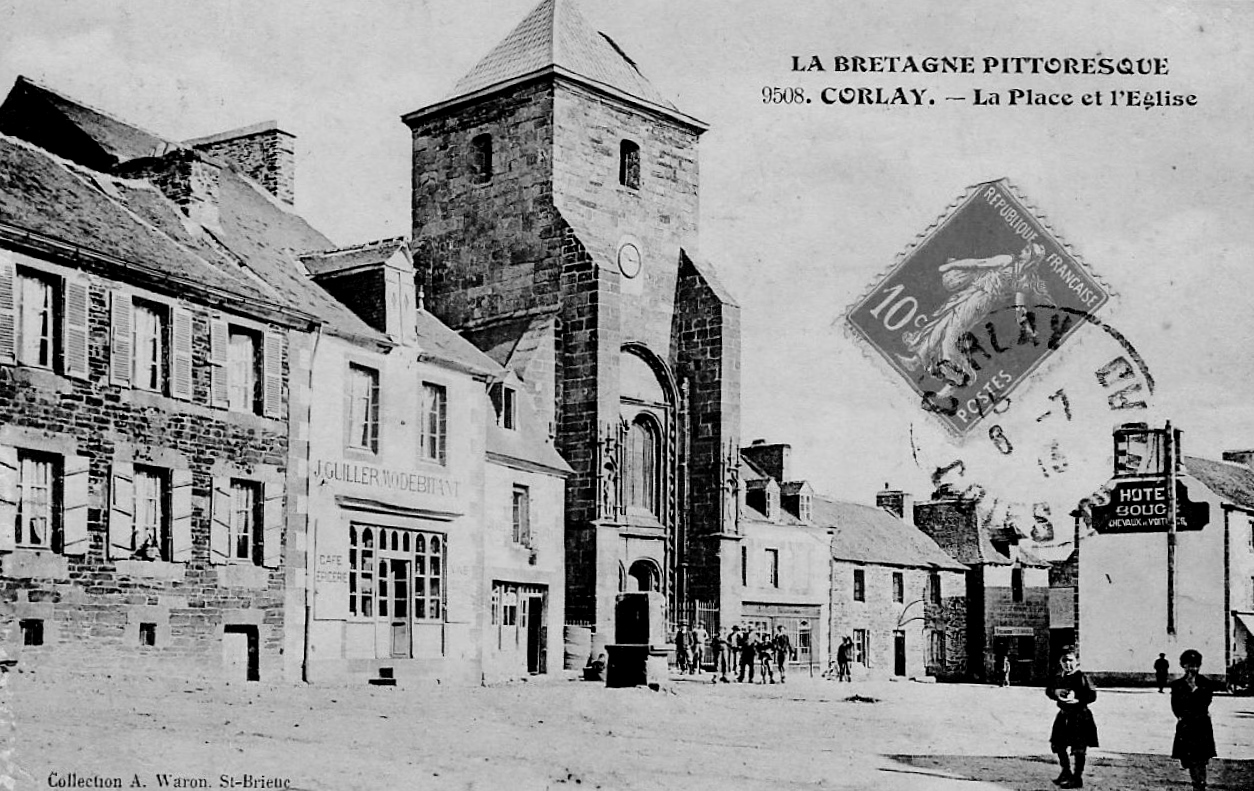
Corlay : la Place de l'église en 1913 (carte postale).

#### La Première Guerre mondiale
Le monument aux morts de Corlay porte les noms de 96 soldats morts pour la Patrie pendant la Première Guerre mondiale.
Un soldat (Darius Dupays) est mort durant le conflit du Levant en 1920 en Turquie.

#### L'Entre-deux-guerres

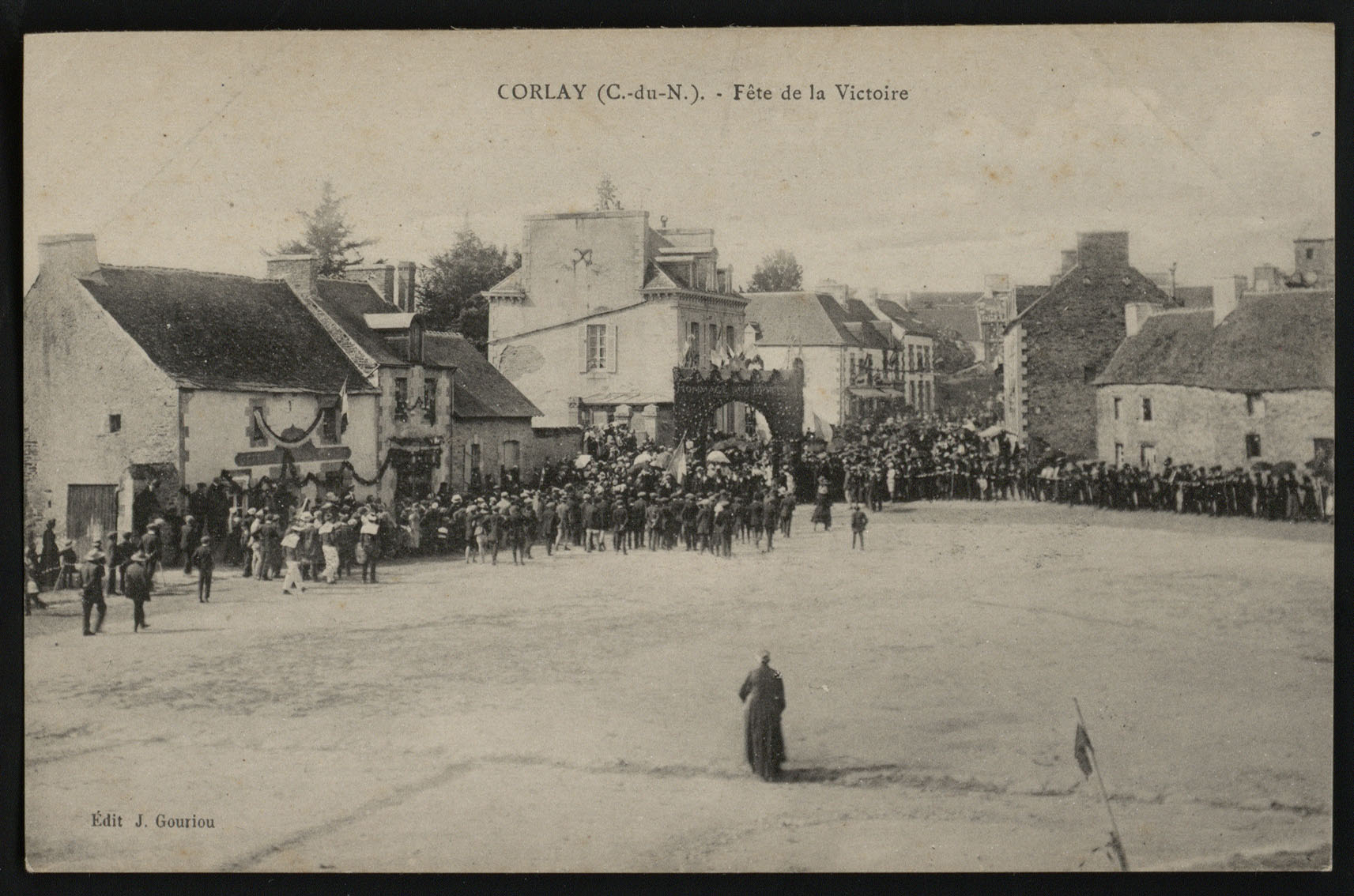
Corlay : la Fête de la Victoire (1919 probablement).

#### La Seconde Guerre mondiale
Le monument aux morts de Corlay porte les noms de 15 personnes mortes pour la France durant la Seconde Guerre mondiale.

### LeXXIesiècle

#### La fermeture du collège
Le préfet des Côtes-d'Armor a signé le 9 février 2024 l'arrêté de fermeture du collège de Corlay, votée le 18 décembre 2023, qui devra être effective le 31 août 2024. Cet arrêté a été motivé par la faiblesse des effectifs des collèges de Corlay (le plus petit du département) et de Saint-Nicolas-du-Pélem et la proximité de ces deux établissements. La construction d’un collège neuf est prévue à Saint-Nicolas-du-Pélem. Un collectif « Sauvons le collège Pier an Dall de Corlay » a tenté vainement de s'opposer ä la fermeture.

## Politique et administration
| Période                                  | Période                  | Identité                 | Étiquette | Qualité                                                                                    |
| ---------------------------------------- | ------------------------ | ------------------------ | --------- | ------------------------------------------------------------------------------------------ |
| 1793                                     | 1795                     | Jean Belloeil            |           |                                                                                            |
| 1795                                     | 1796                     | Louis Cansot             |           | Président du canton de Corlay.                                                             |
| 1796                                     | 1797                     | Jean Baudoin             |           | Président du canton de Corlay.                                                             |
| 1797                                     | 1798                     | Joseph Le Leizour        |           | Président du canton de Corlay.                                                             |
| 1799                                     | 1804                     | Michel Gouëffic          |           | Président du canton de Corlay.                                                             |
| 1804                                     | 1816                     | Trémeur Auffret          |           | Notaire.                                                                                   |
| 1816                                     | 1819                     | Théodore Gouëffic        |           | Rentier.                                                                                   |
| 1819                                     | 1834                     | Trémeur Auffret          |           | Déjà maire entre 1804 et 1816.                                                             |
| 1834                                     | 1843                     | Joseph Gouëffic          |           | Fils de Michel Gouëffic, maire entre 1799 et 1804.                                         |
| 1844                                     | 1846                     | Joseph Fraboulet         |           | Cultivateur.                                                                               |
| 1846                                     | 1854                     | Henri Prigent            |           |                                                                                            |
| 1854                                     | 1856                     | Mathieu Le Bigot         |           | Chirurgien. Conseiller d'arrondissement.                                                   |
| 1856                                     | 1857                     | Toussaint Le Flohic      |           | Avocat. Propriétaire. Chevalier de la Légion d'honneur.                                    |
| 1861                                     | 1866                     | Mathurin Moisan          |           |                                                                                            |
| 1866                                     | 1870                     | Julien Jouan             |           | Éleveur de chevaux. Cultivateur. Propriétaire.                                             |
| 1870                                     | 1887                     | Hyacinthe Joubaire       |           | Notaire.                                                                                   |
| 1887                                     | 1891                     | Léonce Guérin            |           | Médecin. Célibataire.                                                                      |
| 1891                                     | 1899                     | François Le Cocq         |           | Notaire                                                                                    |
| 1900                                     | 1909                     | Théodore Ruchon          |           | Commerçant.                                                                                |
| 1910                                     | après 1925               | François Baudouin        |           | Médecin.                                                                                   |
| ca. 1938                                 |                          | Albert Le Verre          |           |                                                                                            |
| Les données manquantes sont à compléter. |                          |                          |           |                                                                                            |
| octobre 1947                             | décembre 1952 (décès)    | Mme Carrière             |           |                                                                                            |
| décembre 1952                            | mai 1953                 | Théodore Sérandour       |           | Premier adjoint, maire par intérim                                                         |
| mai 1953                                 | mars 1971                | Théodore Le Couëdic      |           | Artisan coiffeur Vice-président de la Chambre de métiers de Saint-Brieuc                   |
| mars 1971                                | janvier 1993 (démission) | Robert Milon (1917-2002) | PS        | Retraité de l'enseignement                                                                 |
| janvier 1993                             | juin 1995                | Victor Lanoë             | PS        |                                                                                            |
| juin 1995                                | mars 2014                | Roger Turmel             | PS        | Vétérinaire retraité Ancien conseiller général de Corlay (1979 → 1985)                     |
| mars 2014                                | 23 mai 2020              | Pierre-Yvon Corbel       | DVG       | Retraité                                                                                   |
| 23 mai 2020                              | En cours                 | Olivier Allain,          | LREM      | Conseiller régional de Bretagne (2015 → ) Vice-président du conseil régional (2015 → 2021) |
| Les données manquantes sont à compléter. |                          |                          |           |                                                                                            |

## Démographie
| 1793  | 1800  | 1806  | 1821  | 1831  | 1836  | 1841  | 1846  | 1851  |
| ----- | ----- | ----- | ----- | ----- | ----- | ----- | ----- | ----- |
| 1 428 | 1 483 | 1 255 | 1 387 | 1 389 | 1 475 | 1 485 | 1 413 | 1 473 |

| 1856  | 1861  | 1866  | 1872  | 1876  | 1881  | 1886  | 1891  | 1896  |
| ----- | ----- | ----- | ----- | ----- | ----- | ----- | ----- | ----- |
| 1 407 | 1 537 | 1 495 | 1 541 | 1 525 | 1 504 | 1 525 | 1 604 | 1 558 |

| 1901  | 1906  | 1911  | 1921  | 1926  | 1931  | 1936  | 1946  | 1954  |
| ----- | ----- | ----- | ----- | ----- | ----- | ----- | ----- | ----- |
| 1 566 | 1 559 | 1 569 | 1 240 | 1 251 | 1 206 | 1 180 | 1 149 | 1 174 |

| 1962  | 1968  | 1975  | 1982  | 1990  | 1999 | 2005  | 2006  | 2010  |
| ----- | ----- | ----- | ----- | ----- | ---- | ----- | ----- | ----- |
| 1 150 | 1 088 | 1 133 | 1 071 | 1 044 | 978  | 1 028 | 1 048 | 1 011 |

| 2015 | 2020 | 2022 | - | - | - | - | - | - |
| ---- | ---- | ---- | - | - | - | - | - | - |
| 959  | 922  | 913  | - | - | - | - | - | - |

## Lieux et monuments
- Château de Corlay, XIIe siècle reconstruit à la fin du XVe siècle, visitable de Pâques à septembre. Il en subsiste deux tours massives, des remparts et une promenade autour de l'étang.

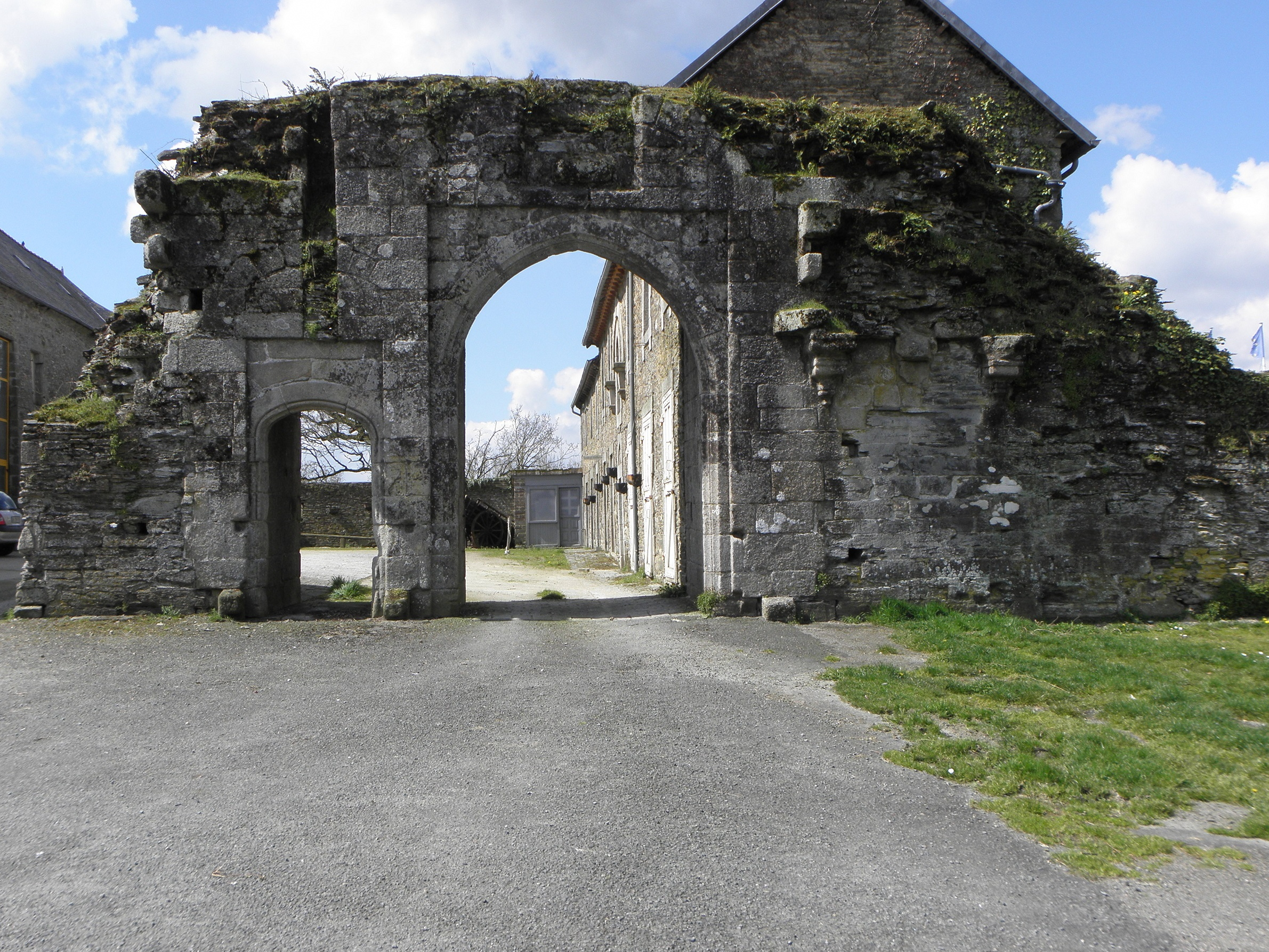
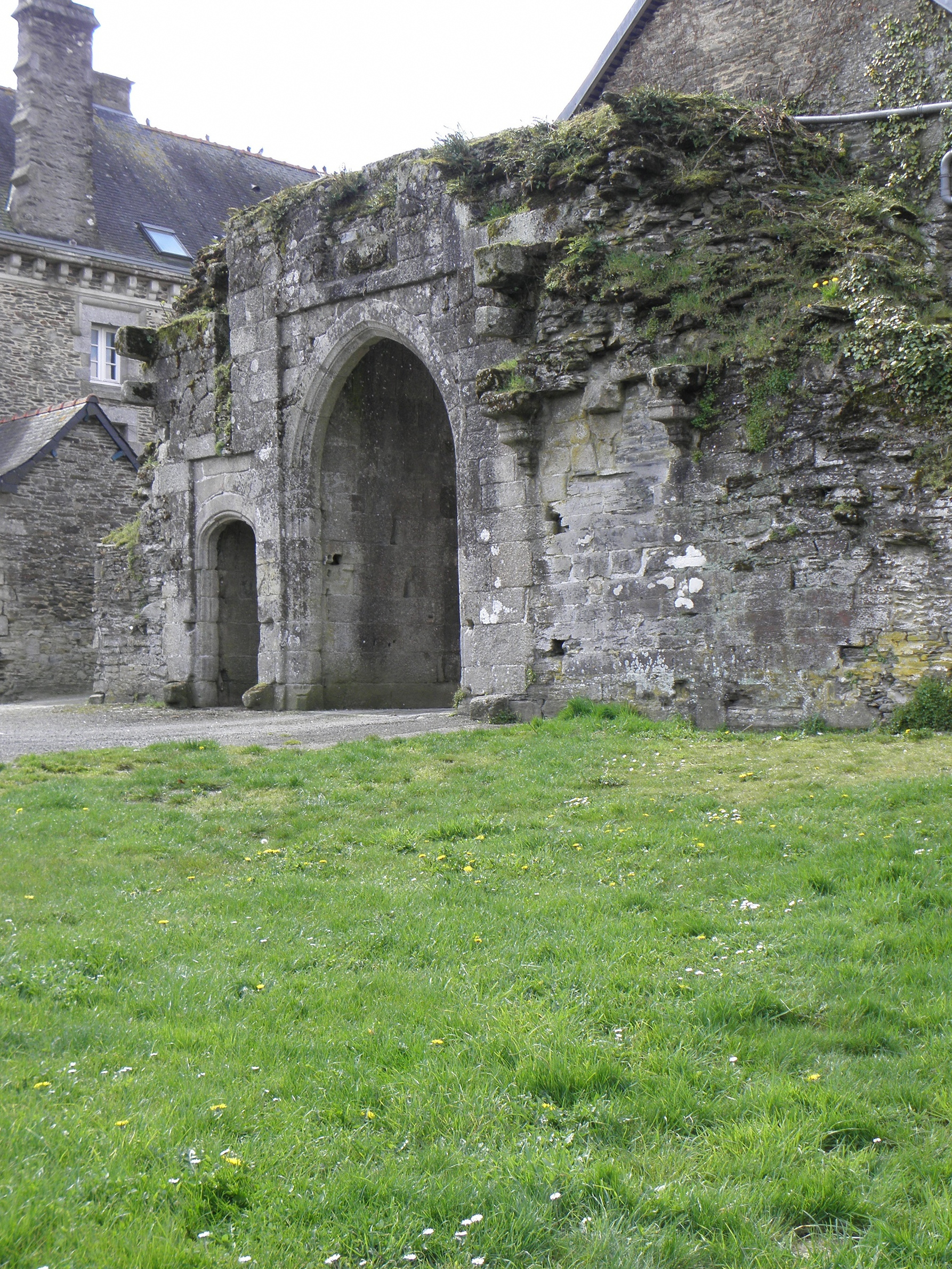
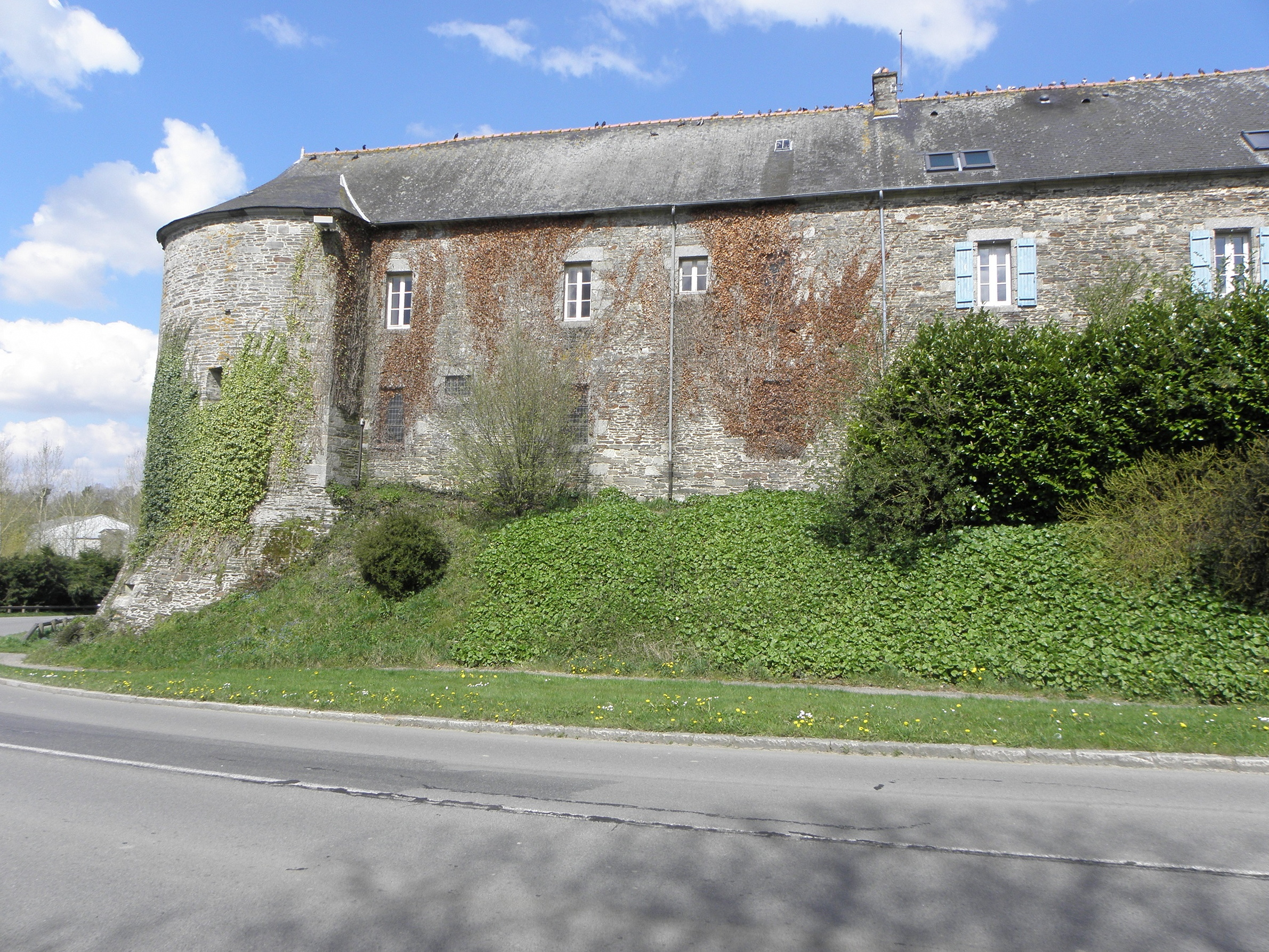
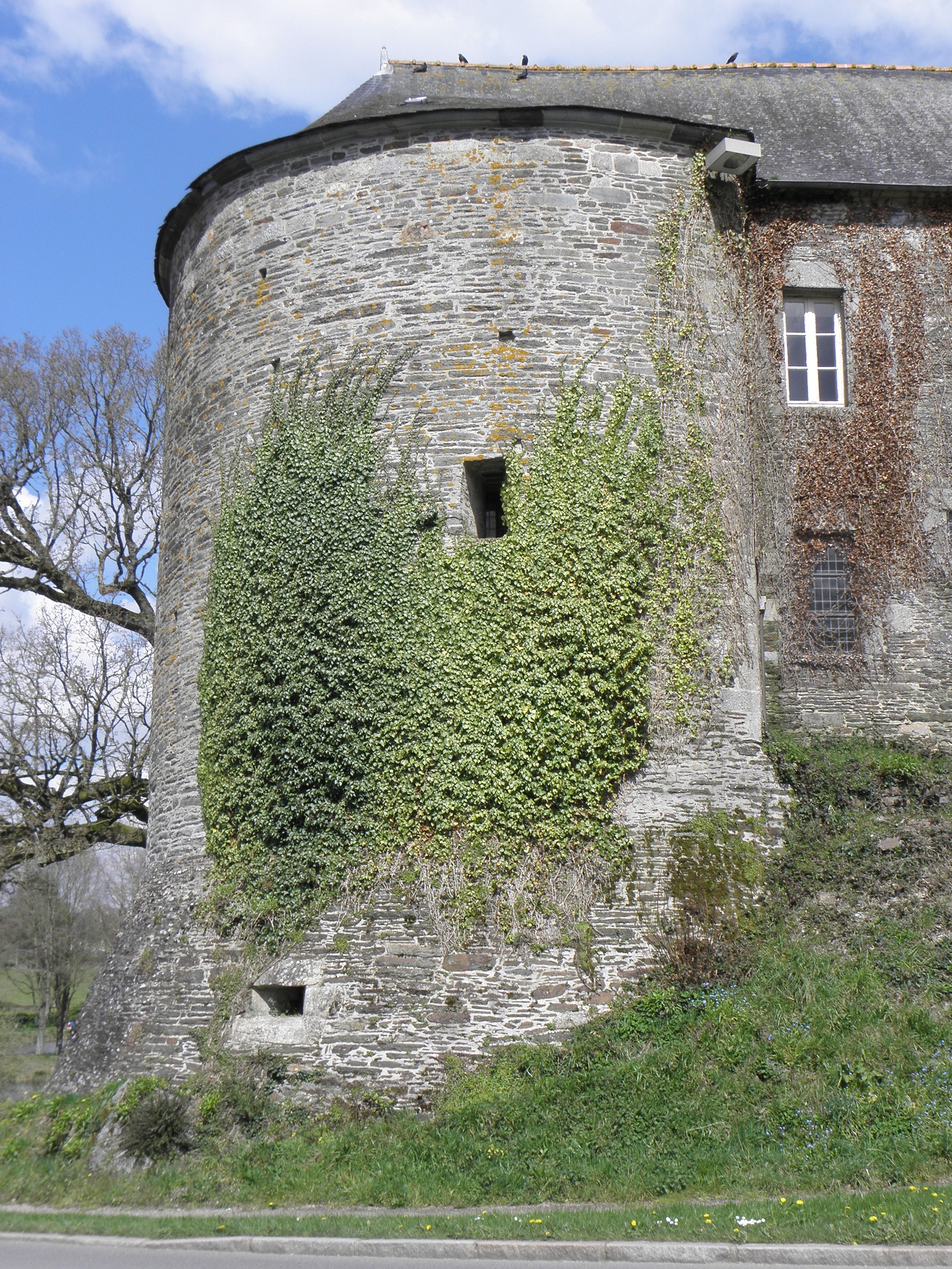
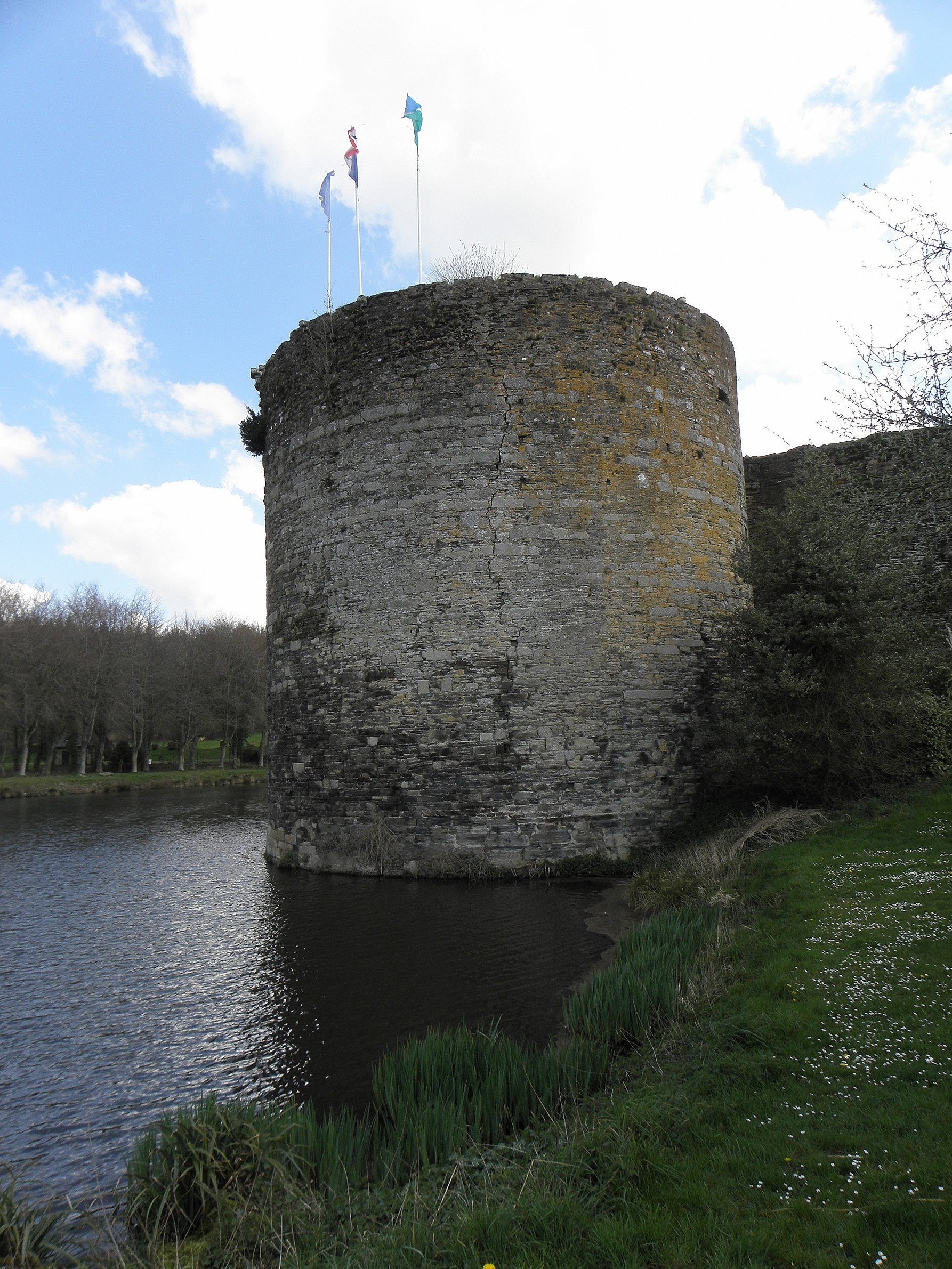

- Église Saint-Sauveur de Corlay : elle date du XVe siècle.

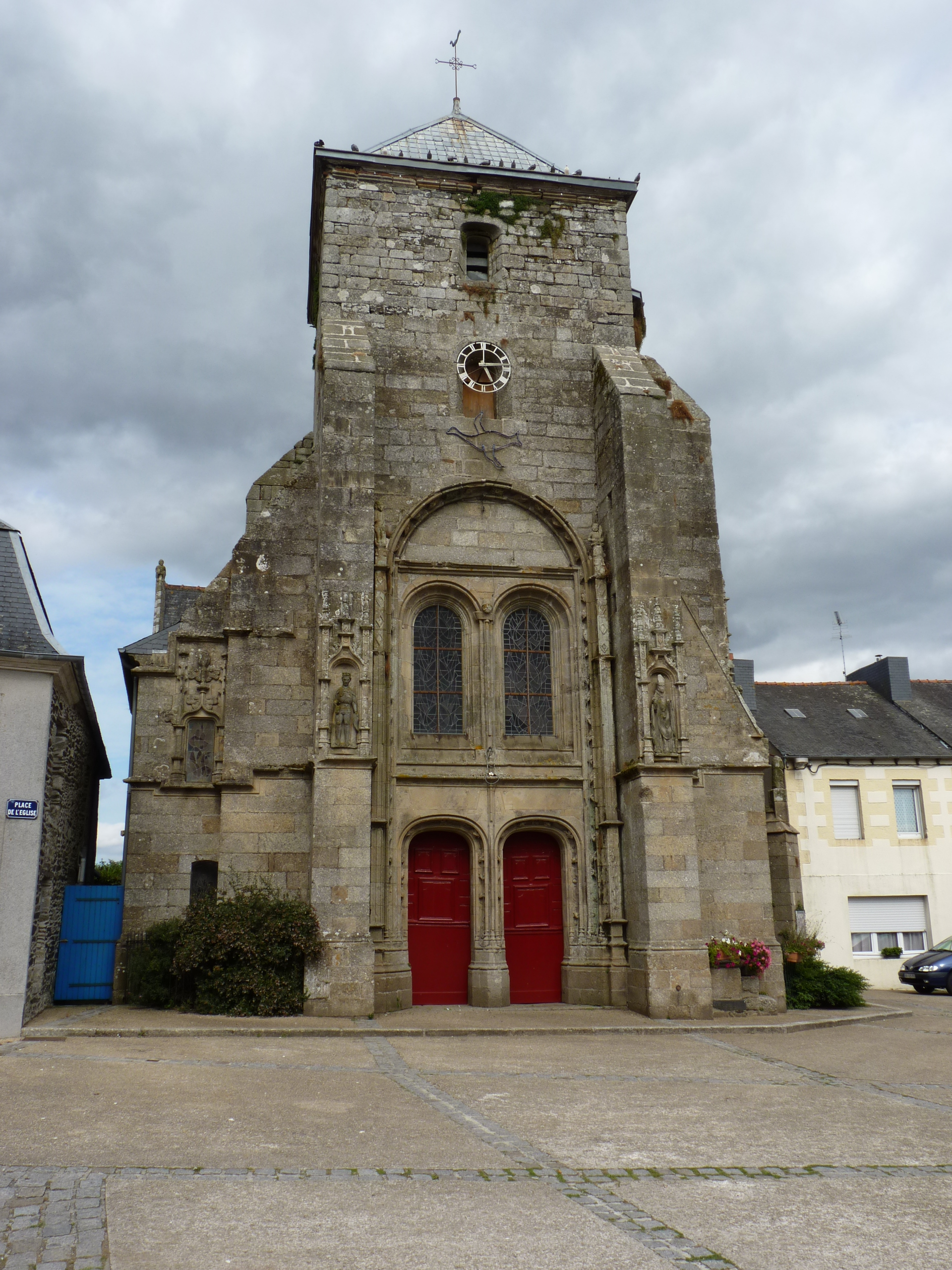
Église paroissiale Saint-Sauveur : la façade.
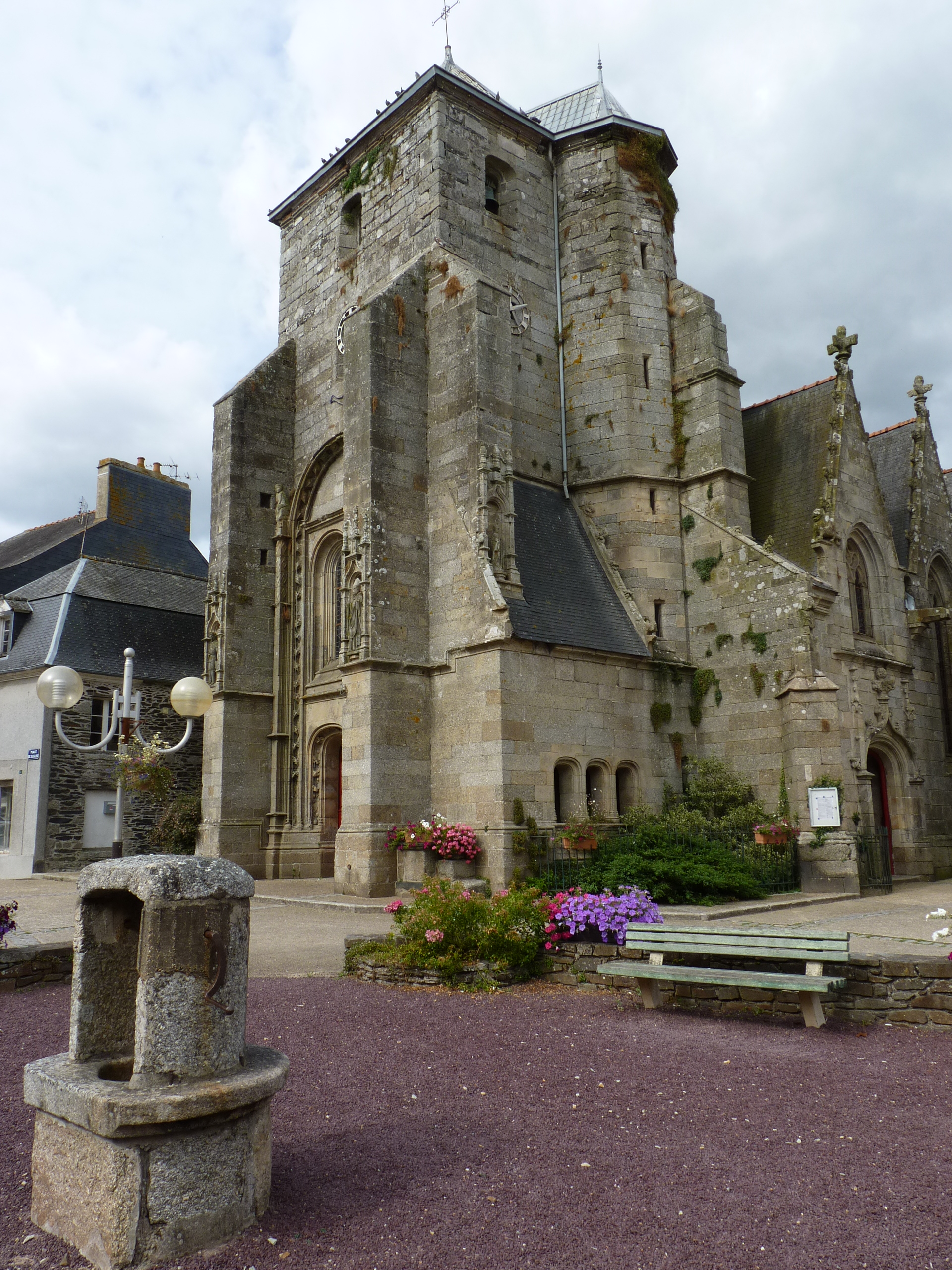
Église Saint-Sauveur : vue depuis l'arrière.
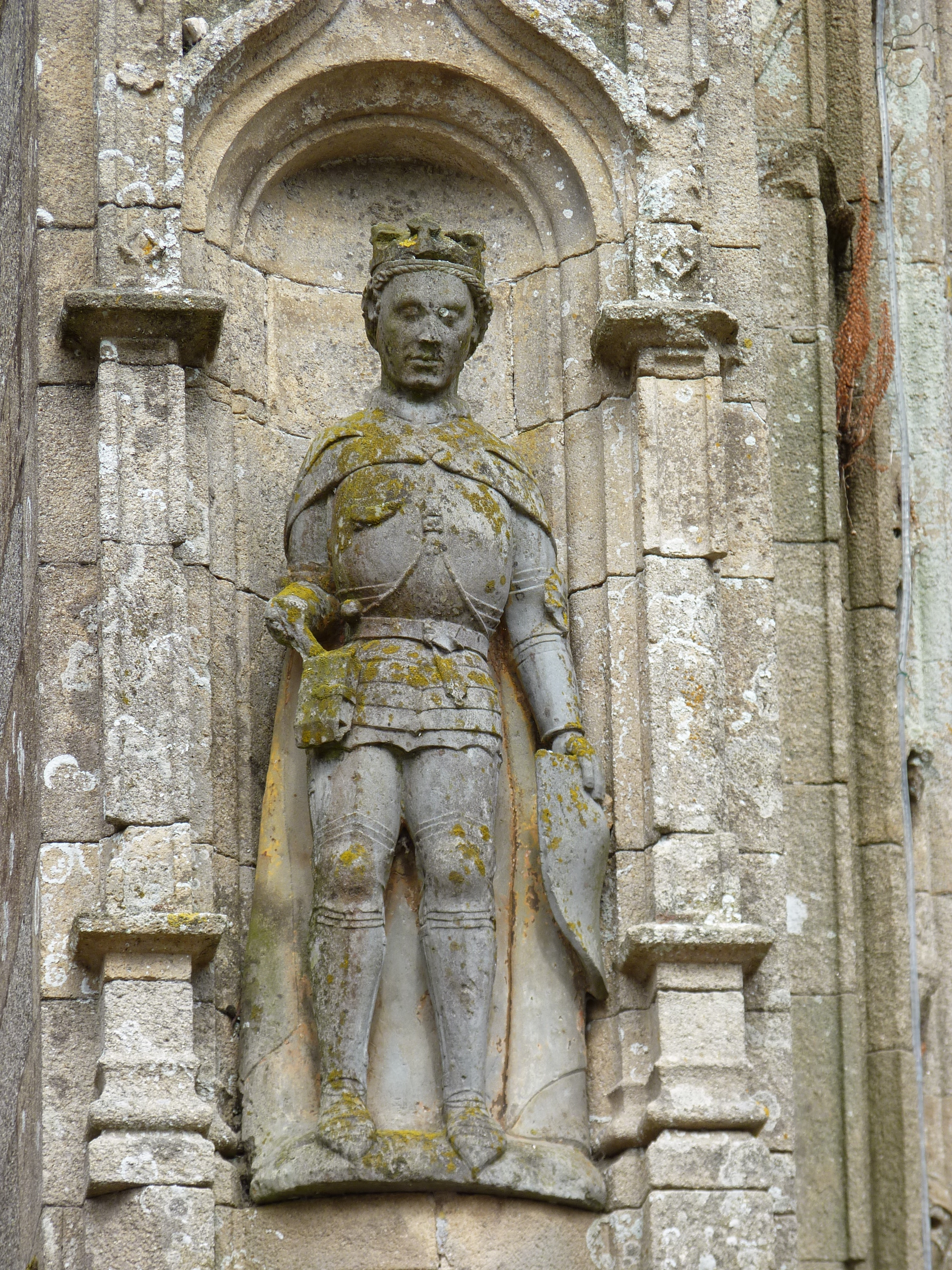
Église Saint-Sauveur : statue d'Henri de Corlai en chevalier.
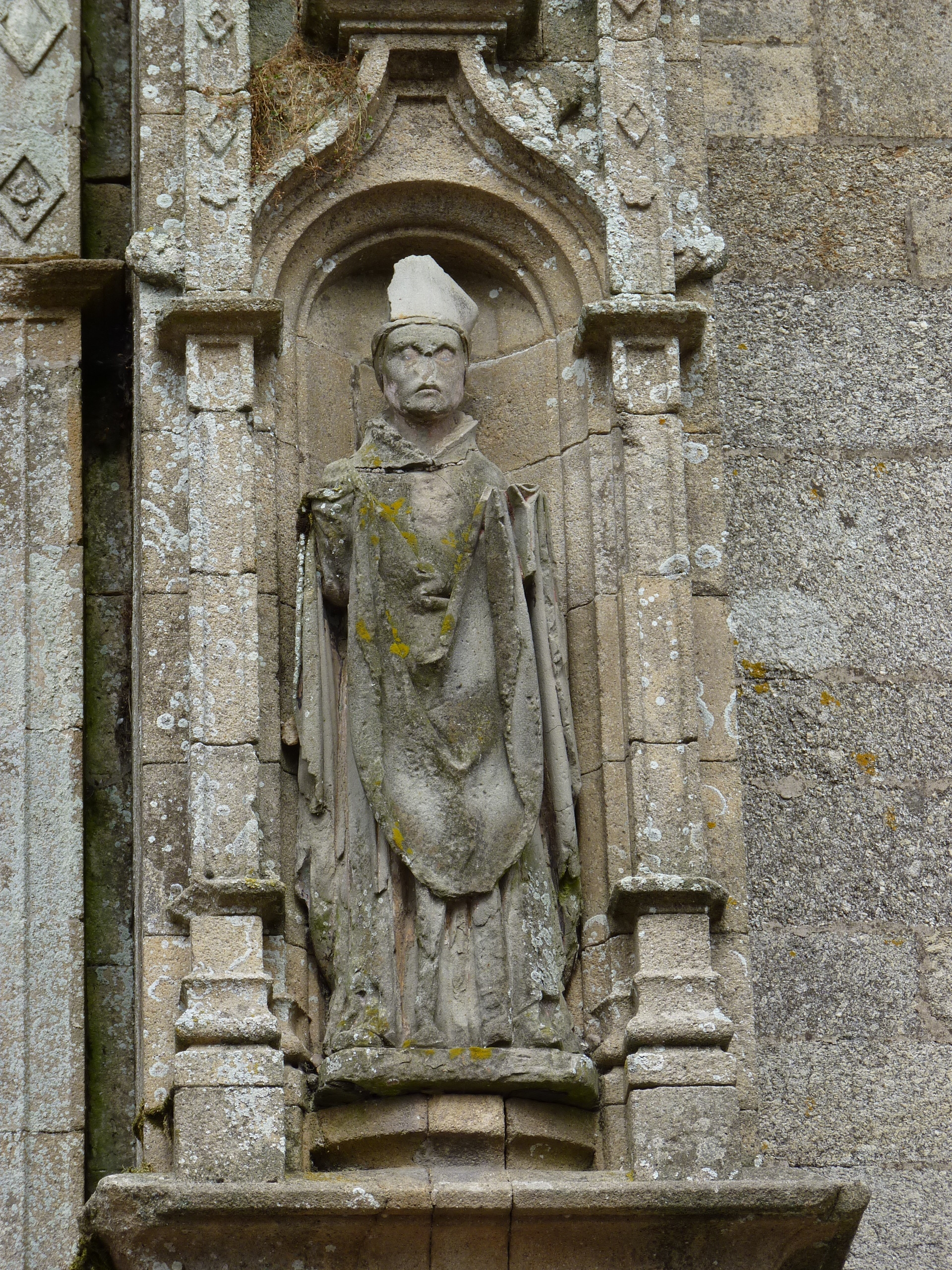
Église Saint-Sauveur : statue de saint Alain en évêque.
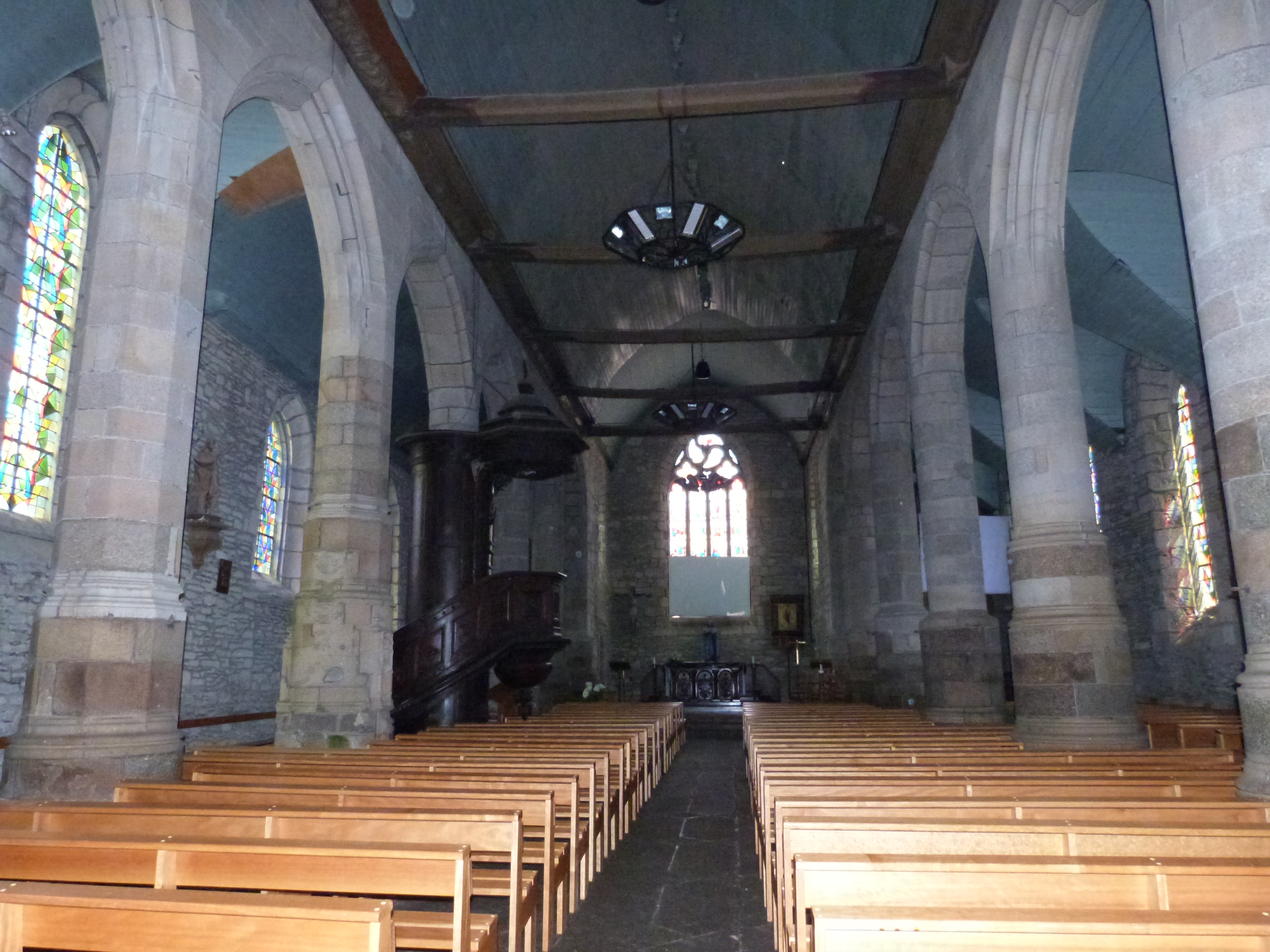
Église Saint-Sauveur : vue intérieure d'ensemble.

- Chapelle Sainte-Anne du XVIe siècle.

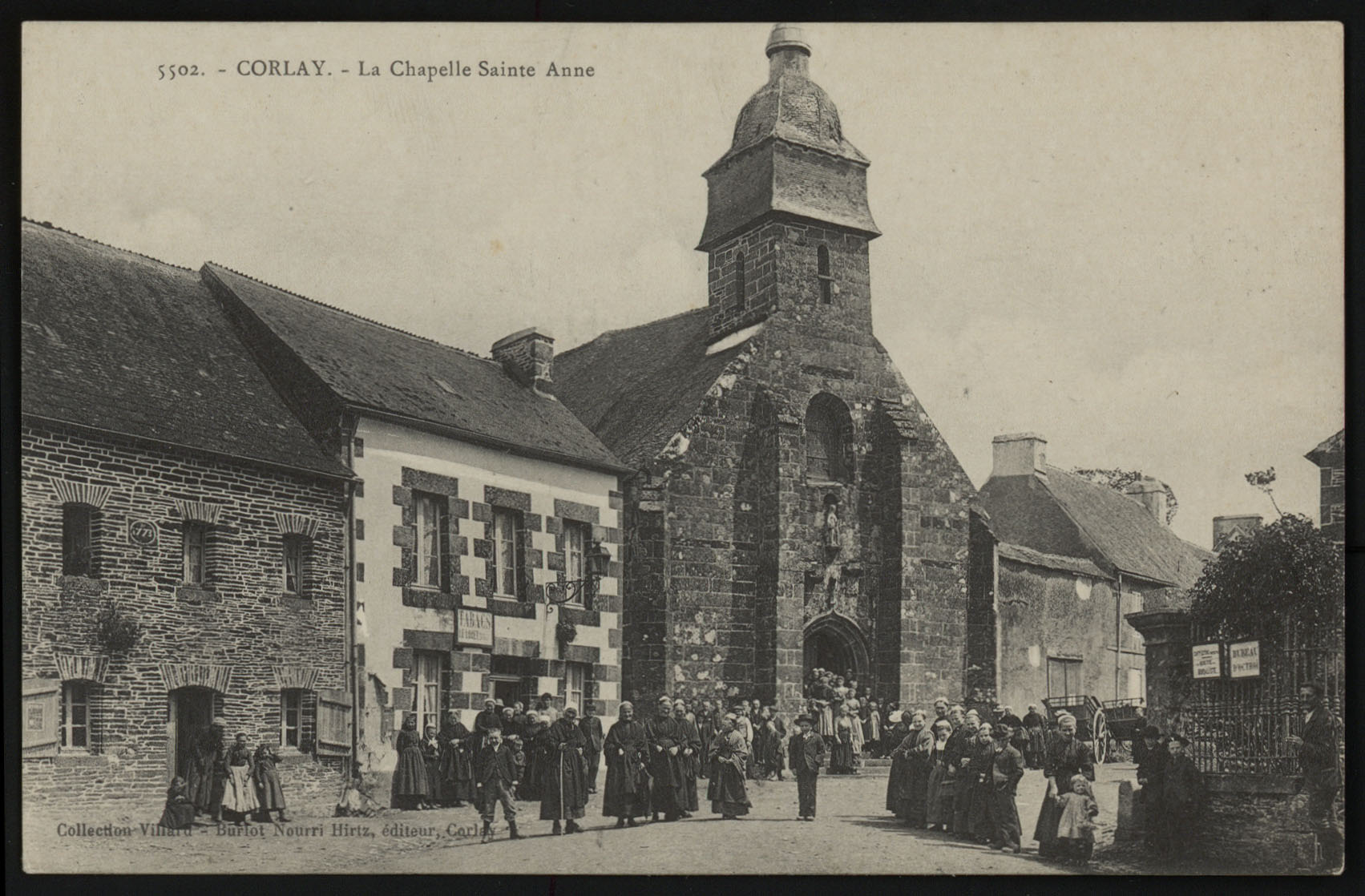
Corlay : la chapelle Sainte-Anne (carte postale début XXe siècle).

- La fontaine Saint-Alain

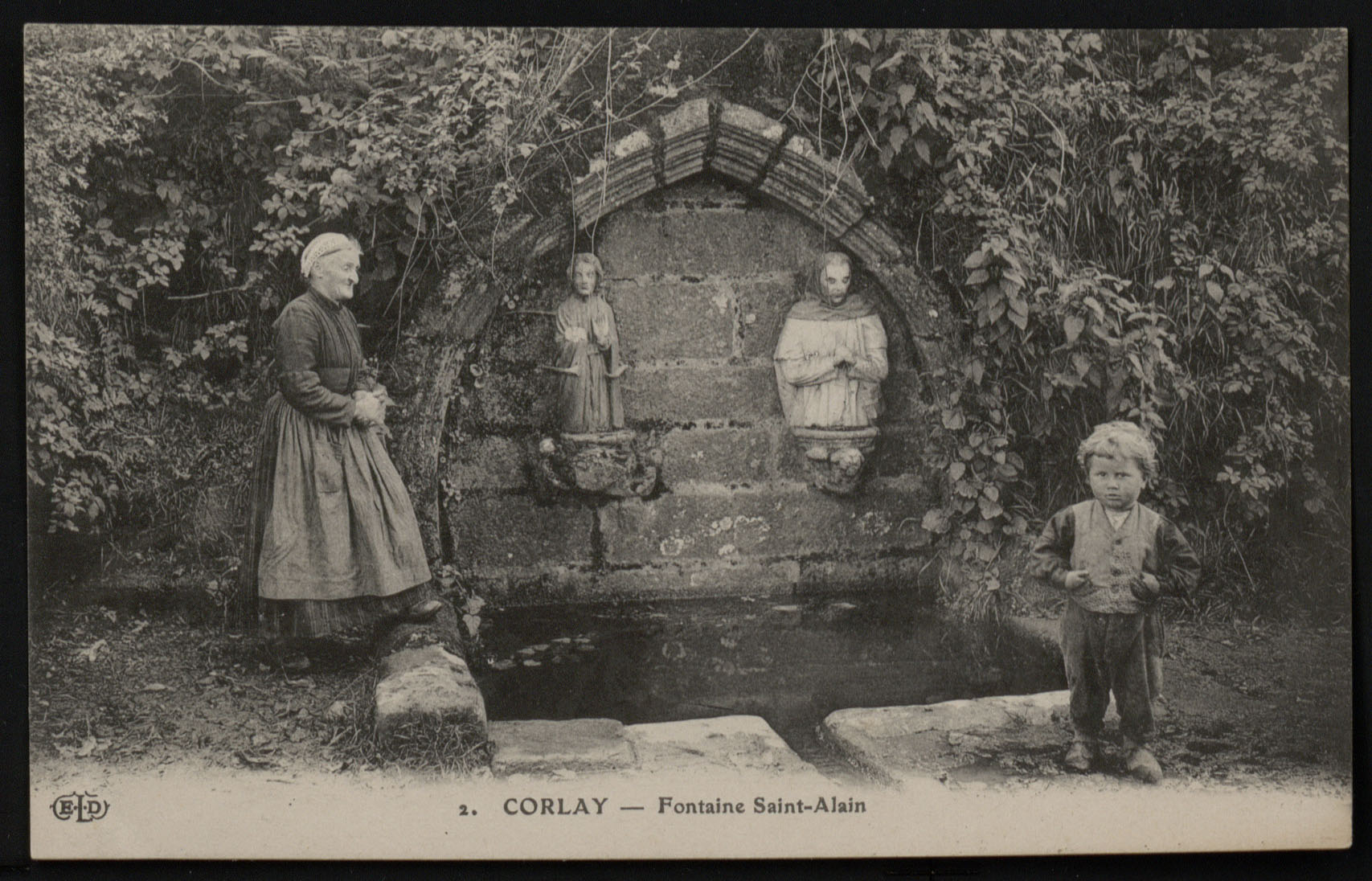
La fontaine Saint-Alain (carte postale début XXe siècle).

- Maisons anciennes et rues d'antan (rues du Lin et du Fil principalement).
  - Maison face à l'église Saint-Sauveur

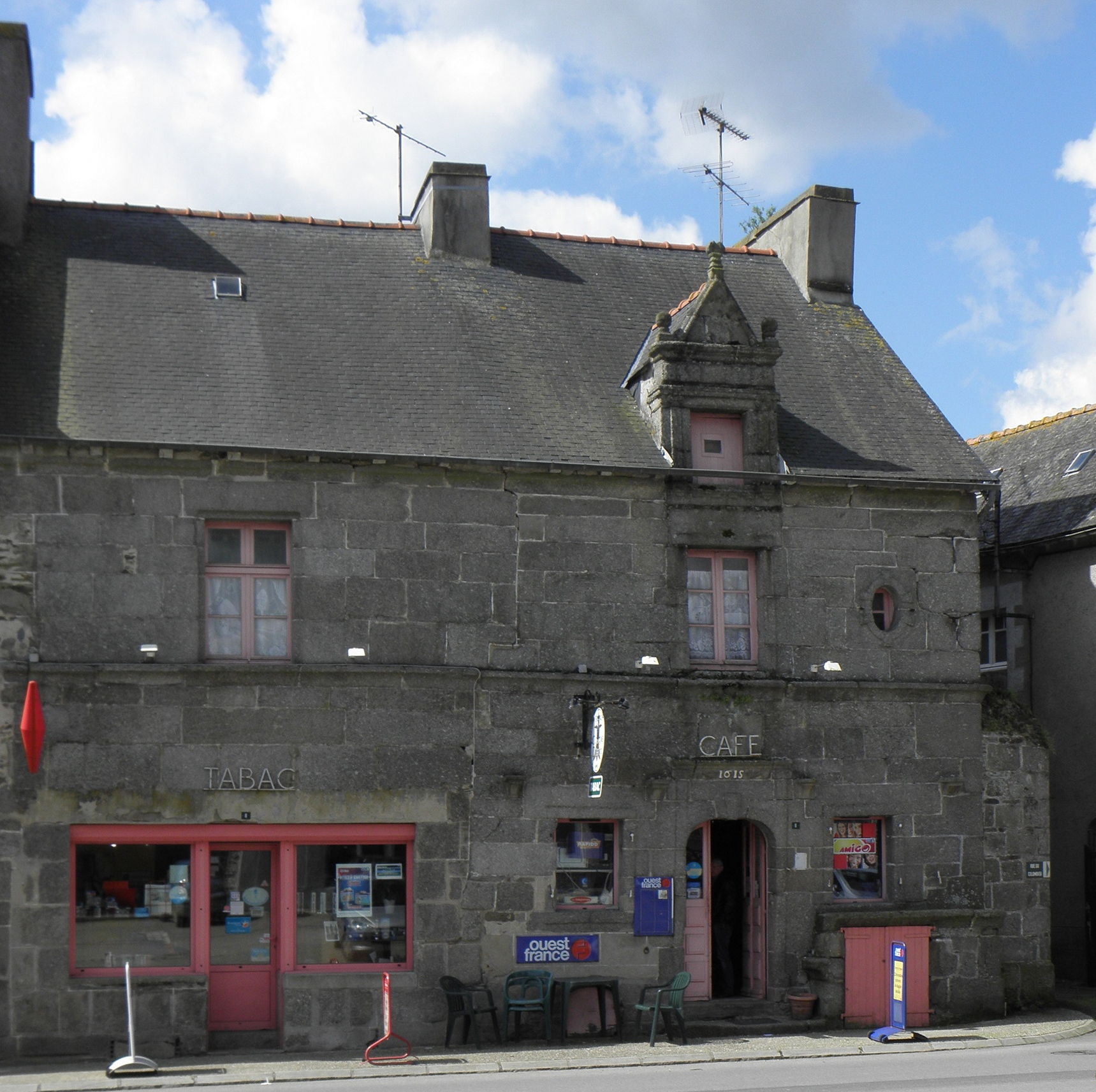
Maison située Grande Rue (inscrite monument historique).

- Six éoliennes produisant 17 millions de kWh sur la commune du Haut-Corlay.

## Hippisme et élevage équin
« Le cheval est une passion que le jeune Corlaysien suce avec son lait »

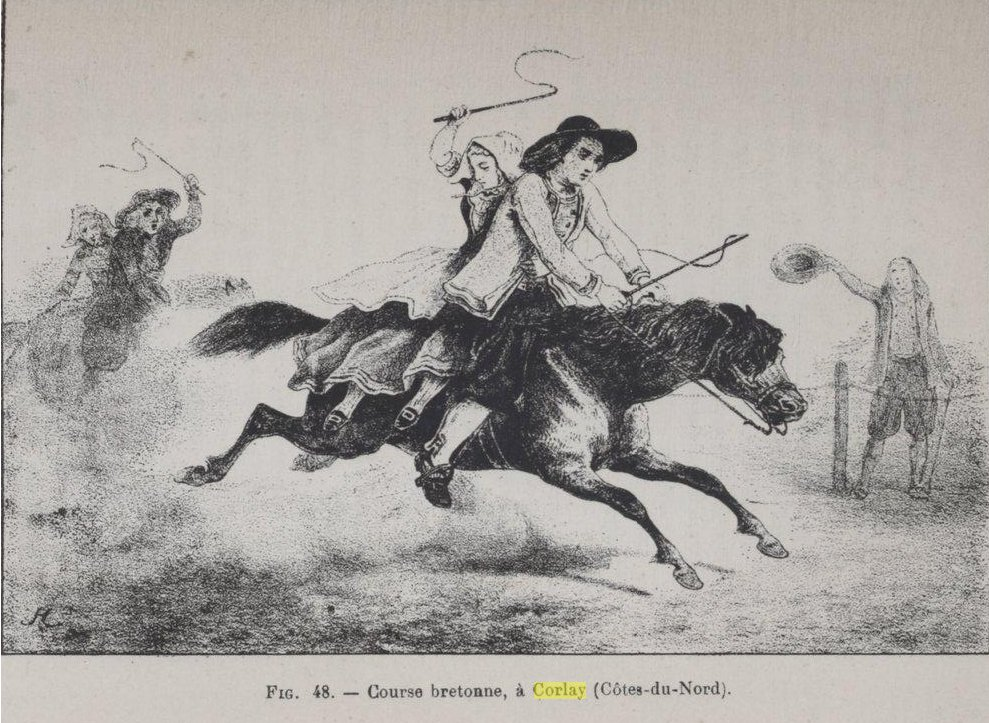
Course de chevaux à Corlay au XIX.

Corlay est réputée pour ses courses de chevaux, la ville dispose d'ailleurs d'un hippodrome, « Le Petit Paris ». La société de courses de Corlay fut créée en 1842. Le cheval de Corlay est la race chevaline locale créée au début du XIXe siècle à partir de croisements entre le bidet breton et des chevaux de sang. En exploitant un filon calcaire (le seul de centre-Bretagne) à Cartravers, près de Corlay, les éleveurs ont enrichi leurs pâtures en calcium, conférant aux chevaux élevés une meilleure ossature.
L'équipôle de Corlay, situé en fait sur les communes du Haut-Corlay et Canihuel, est un complexe équestre, créé par l'agrandissement de l'hippodrome préexistant, nommé « Le Petit Paris ». Il accueille des courses hippiques et des épreuves de sports équestre, notamment d'endurance.

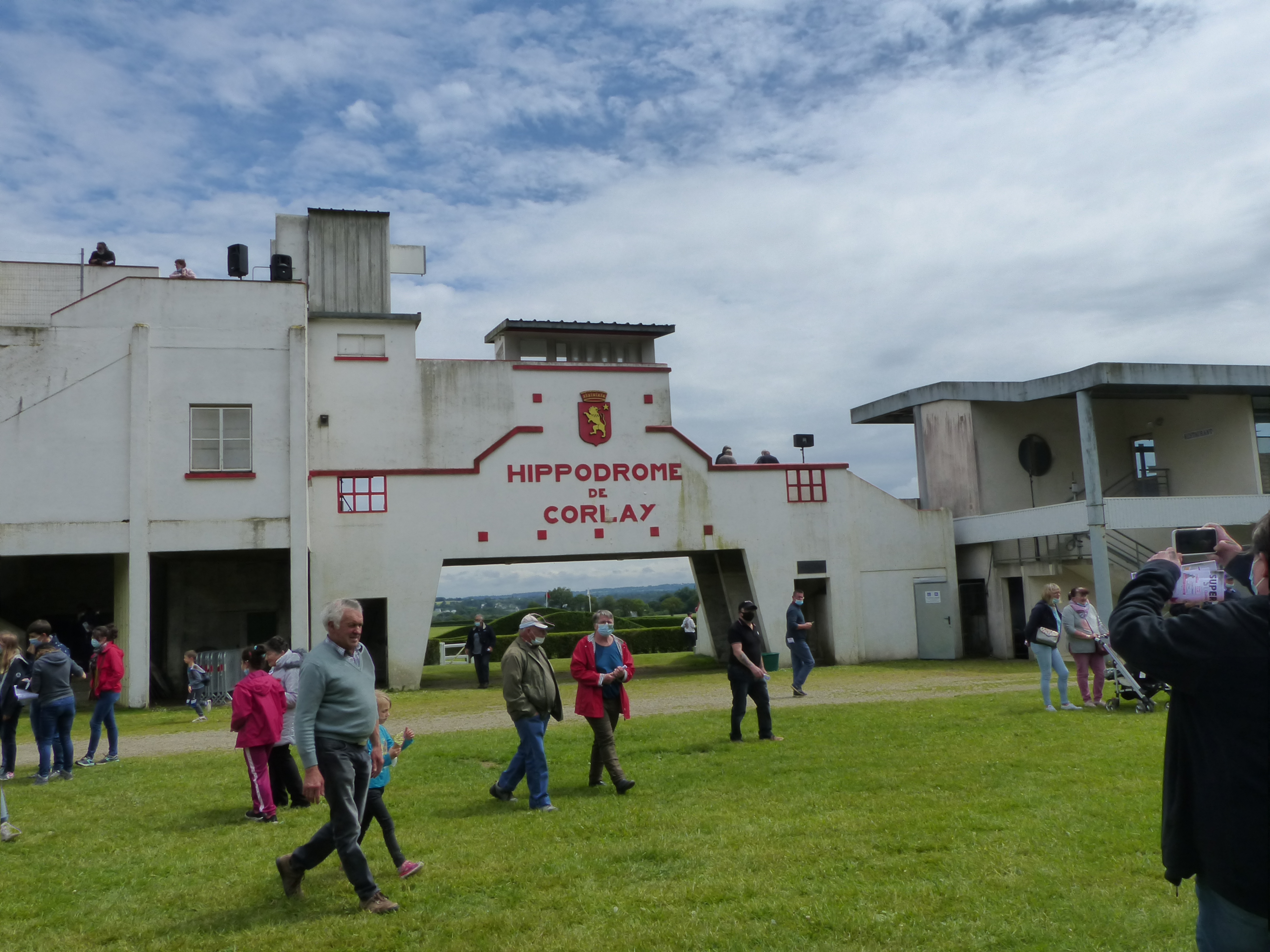
L'équipôle de Corlay.

## Personnalités liées à la commune
- Arthur Le Bail dit André Liabel, acteur, réalisateur et scénariste né à Corlay (1871-1942).

## Héraldique
| Blason | Blasonnement : De gueules au lion d’or, la tête contournée, senestré en chef d’une étoile d'argent. |